# Liste de drapeaux japonais
Voici une liste des drapeaux japonais, anciens et actuels. Historiquement, chaque daimyō avait son propre drapeau. (Voir sashimono et uma-jirushi .)

## Drapeaux nationaux
| Drapeau | Date                           | Désignation                                                                          | Description |
| ------- | ------------------------------ | ------------------------------------------------------------------------------------ | --- |
|         | Depuis le 13 Août 1999         | Drapeau et pavillon civils et nationaux du Japon.                                    | Rapport du drapeau : 2:3. Ce drapeau a été désigné par la Proclamation n° 127 de 1999. Le disque solaire est parfaitement centré et présente une nuance de rouge plus vive. |
|         | 27 février 1870 – 12 août 1999 | Drapeau et pavillon civils et nationaux de l' Empire du Japon et de l'État japonais. | Rapport du drapeau : 7:10. Le disque est décalé de 1% vers la hampe. Ce drapeau a été désigné par la Proclamation n° 57 de 1870.                                            |

## Drapeaux impériaux
| Drapeau | Date        | Désignation | Description                                                                                   |
| ------- | ----------- | --- | --------------------------------------------------------------------------------------------- |
|         | Depuis 1869 | Etendard impérial de l'empereur du Japon                                                                                          | Un chrysanthème doré à 16 pétales centré sur un fond rouge                                    |
|         | Depuis 2019 | Etendard impérial de l'empereur émérite                                                                                           | Similaire à l'étendard de l'empereur, mais avec un fond plus sombre                           |
|         | Depuis 1926 | Etendard impérial de l'impératrice, de l' impératrice douairière, de la grande impératrice douairière et de l'impératrice émérite | Un fanion de l'étendard de l'empereur                                                         |
|         | Depuis 1926 | Etendard impérial du régent du Japon                                                                                              | Similaire à l'étendard de l'empereur, mais avec une bordure blanche                           |
|         | Depuis 1926 | Etendard impérial du fils héritier impérial et du petit-fils impérial qui est un héritier présomptif                              | Similaire à l'étendard de l'empereur, mais avec un orle blanc                                 |
|         | Depuis 1926 | Etendard impérial de l'épouse du fils héritier impérial et de l'épouse du petit-fils impérial                                     | Un fanion de l'étendard du fils héritier impérial                                             |
|         | Depuis 2020 | Etendard impérial du prince héritier s'il n'est pas le fils de l'empereur                                                         | Un chrysanthème doré à 16 pétales centré sur un fond blanc avec un orle et une bordure rouges |
|         | Depuis 1926 | Etendard impérial des autres membres de la Maison impériale                                                                       | Similaire à l'étendard du prince héritier, mais sans l'orle rouge                             |

## Drapeaux gouvernementaux
| Drapeau | Date        | Désignation                    | Description |
| ------- | ----------- | ------------------------------ | --- |
|         | 1872–1887   | Drapeau de la poste japonaise  | Hinomaru avec une barre horizontale rouge placée au centre du drapeau.                                             |
|         | Depuis 1892 | Drapeau des douanes japonaises | Le blanc représente la terre, le bleu représente la mer et le disque rouge représente les douanes à une frontière. |

## Drapeaux militaires

### Forces d'autodéfense et armée/marine impériale
| Drapeau  | Date                   | Désignation                                                                                               | Description |
| -------- | ---------------------- | --- | --- |
|          | Depuis 1954            | Drapeau des Forces japonaises d'autodéfense et de la Force terrestre d'autodéfense japonaise              | Un disque solaire avec 8 rayons rouges s'étendant vers l'extérieur et une bordure dorée partiellement autour du bord. |
|          | 1889–1945              | Pavillon de la Marine impériale japonaise                                                                 | Disque solaire à 16 rayons sur fond blanc, avec le disque décalé vers la hampe. |
|          | Depuis 1945            | Pavillon de la Force maritime d'autodéfense japonaise                                                     | Disque solaire à 16 rayons sur fond blanc, avec le disque décalé vers la hampe. |
|          | 1955–1957              | Ancien drapeau de la Force aérienne d'autodéfense japonaise                                               | Utilisé de 1955 à 1977. |
|          | 1957–1972              | Ancien drapeau de la Force aérienne d'autodéfense japonaise                                               | Utilisé de 1957 à 1972. |
|          | 1972–2001              | Ancien drapeau de la Force aérienne d'autodéfense japonaise                                               | Utilisé de 1972 à 2001. |
|          | Depuis 2001            | Drapeau de la Force aérienne d'autodéfense japonaise                                                      | Utilisé depuis 2001. |
|          | Depuis 1972            | Drapeau du Premier ministre du Japon                                                                      | Cinq fleurs de cerisier sur fond violet. |
|          | Depuis 1972            | Pavillon du Premier ministre du Japon                                                                     | Cinq fleurs de cerisier sur fond violet. |
|          | Depuis 1972            | Drapeau du Ministre de la défense du Japon                                                                | Cinq fleurs de cerisier sur fond magenta. |
|          | Depuis 1972            | Pavillon du Ministre de la défense du Japon                                                               | Cinq fleurs de cerisier sur fond magenta. |
|          | Depuis 1972            | Drapeau du Vice-Ministre de la défense du Japon                                                           | Quatre fleurs de cerisier sur fond magenta. |
|          | Depuis 1972            | Pavillon du Vice-Ministre de la défense du Japon                                                          | Quatre fleurs de cerisier sur fond magenta. |
|          |                        | Drapeau du Chef d'État-Major des armées                                                                   | |
|          | Depuis 2025            | Drapeau du Commandant du Commandement des opérations interarmées de la Forces japonaises d'autodéfense    | |
|          | Depuis 2024            | Drapeau du commandant de unité conjoint                                                                   | S'applique aux unités commandées par le general de brigade, le contre-amiral ou le général de brigade aérienne. |
|          |                        | Drapeau du chef d'état-major de la Force terrestre d'autodéfense japonaise                                | |
|          |                        | Drapeau du chef d'état-major de la Force maritime d'autodéfense japonaise                                 | |
|          | Depuis 1982            | Drapeau du chef d'état-major de la Force aérienne d'autodéfense japonaise                                 | |
|          | Depuis 1965            | Drapeau de vice-amiral de la Force maritime d'autodéfense japonaise                                       | |
|          | Depuis 1965            | Drapeau de contre-amiral de la Force maritime d'autodéfense japonaise                                     | |
|          | Depuis 1965            | Drapeau de commodore de la Force maritime d'autodéfense japonaise                                         | |
|          | Depuis 1954            | Fanion de la Force maritime d'autodéfense japonaise                                                       | |
|          | 1905–1945, Depuis 2011 | Le "Drapeau Z", drapeau naval non officiel                                                                | Dérivé du drapeau de signalisation maritime international "Z". Rendu célèbre par son utilisation pour signaler l'ouverture de la bataille de Tsushima. |
|          | Depuis mars 1999       | Drapeau des commandant d'armée de la Force terrestre d'autodéfense japonaise                              | Créé en mars 1999. |
|          | Depuis mars 1999       | Drapeau des commandant de division de la Force terrestre d'autodéfense japonaise                          | Derapeau du commandant d'armée jusqu'en mars 1999. |
| broudure | Dupuis mars 1999       | Drapeau des commandant de brigade de la Force terrestre d'autodéfense japonaise                           | Le drapeau ci-dessus est le de drapeau du commandant de six brigades qui a réorgnaisé de la quatre divisions et deux brigades de combinées, et nouvellement établien 1999. Il indique qu'il a'agit d'un hiérarchie au-dessus du drapeau du commandant ci-dessouse. Le drapeau du dommandant ci-dessouse est le drapeau des autres brigades. Il a été utillisé comme drapeau pour les commmandans de division jusqu'en mars 1999. |
|          | Jusqu'en mars 1999     | Drapeau de l'ancien commandant de brigade de la Force terrestre d'autodéfense japonaise                   | Il est utilisé jusqu'en mars 1999. Ce drapeau a ètè utilisé non seulement lorsque le général de brigade mais aussi lorsque le colonel était le commandant de la brigade. |
|          | Depuis 1972            | Drapeau du bataillon d'infanterie de la Force terrestre d'autodéfense japonaise                           | |
|          | Depuis 2001            | Drapeau du lieutenant général (général de division aérienne) de la Force aérienne d'autodéfense japonaise | Drapeau du commandement de la défense aérienne de la Force aérienne de autodéfense japonaise jusqu'en 2000. |
|          | Depuis 2001            | Drapeau du major général (général de brigade aérienne) de la Force aérienne d'autodéfense japonaise       | Drapeau du commandant de division aérienne de la Force aérienne d'autodéfense japonaise jusqu'en 2000. |
|          | Depuis 1980            | Drapeau de la réserve de la Force terrestre d'autodéfense japonaise                                       | |
|          | 1870–1945              | Drapeau de guerre de l'Armée impériale japonaise                                                          | Disque solaire centré avec 16 rayons sur fond blanc. |
|          | 1889–1945              | Drapeau d'amiral de la Marine impériale japonaise                                                         | |
|          | 1914–1945              | Drapeau de vice-amiral de la Marine impériale japonaise                                                   | |
|          | 1914–1945              | Drapeau de contre-amiral de la Marine impériale japonaise                                                 | |
|          | 1914–1945              | Drapeau de commodore de la Marine impériale japonaise                                                     | |
|          | 1870–1945              | Drapeau des navires de service de la Marine impériale japonaise                                           | |

### Garde-côtes du Japon
| Drapeau | Date        | Désignation                                                                            | Description                                   |
| ------- | ----------- | -------------------------------------------------------------------------------------- | --------------------------------------------- |
|         | Depuis 1951 | Drapeau des garde-côtes japonais                                                       | Le symbole représente la boussole d'un marin. |
|         | Depuis 1951 | Etandard du ministre du territoire, des infrastructures, des transports et du tourisme |                                               |
|         | Depuis 1951 | Etandard du commandant des garde-côtes japonais                                        |                                               |
|         | Depuis 1951 | Etendard des commandant régionaux des garde-côtes japonais                             |                                               |

## Drapeaux historiques
| Drapeau | Date                | Désignation                                                  | Description |
| ------- | ------------------- | ------------------------------------------------------------ | --- |
|         | 13-19ème siècle     | Drapeau militaire des guerriers fidèles à la cour japonaise. | |
|         | 1429–1879           | Drapeau marchand du Royaume de Ryūkyū.                       | Un champ jaune triangulaire avec une bordure rouge et un disque rouge au centre. |
|         | 1602–1871           | Drapeau du domaine de Satsuma.                               | Un drapeau bicolore horizontal rouge et blanc. |
|         | 1641–1854           | Drapeau utilisé à Dejima.                                    | Un drapeau tricolore horizontal rouge, blanc et bleu. |
|         | 1603–1868           | Pavillon naval du Shogunat Tokugawa.                         | Un drapeau bicolore composé de trois bandes ; blanc, noir et blanc. |
|         | 1905–1910           | Drapeau du Résident-général de Corée.                        | Un pavillon bleu avec le drapeau du Japon dans le canton. |
|         | 1945–1952           | Pavillon civil et naval pendant l'occupation du Japon.       | Dérivé du drapeau de signalisation maritime international "E". |
|         | 1797–1879           | Drapeau du Royaume de Ryūkyū.                                | Comporte un mitsudomoe, le symbole de la deuxième dynastie Shō au pouvoir. |
|         | Janvier - Mars 1950 | Drapeau proposé d'Okinawa.                                   | Appelé drapeau d'Okinawa (沖縄旗 ) ou drapeau Ryūkyū(琉球旗 ), proposé par le gouvernement civil d'Okinawa. L'administration américaine a déclaré qu'elle déciderait du drapeau après la fondation du gouvernement unifié des îles. Cependant, le drapeau a été oublié depuis. Le rouge, le blanc et le bleu représentent respectivement la paix, la liberté et l’enthousiasme. L'étoile représente l'espoir. |
|         | 1952–1967           | Drapeau civil pendant l'occupation d'Okinawa.                | Dérivé du drapeau de signalisation maritime international "D". |
|         | 1967–1972           | Drapeau civil du Gouvernement des îles Ryūkyū.               | Le fanion Ryūkyū au-dessus du drapeau japonais a été utilisé pendant l'occupation américaine des îles Ryūkyū. |

### Drapeaux des Daimyos
Drapeaux attribués aux Daimyos japonais de l'ère Kaei (1848-1854).

Clan Arima du Domaine de Kurume (A)
Clan Arima du Domaine de Kurume (B)
Clan Arima du Domaine de Kurume  (C)
Clan Asano du Domaine d'Hiroshima (A)
Clan Asano du Domaine d'Hiroshima (B)
Clan Asano du Domaine d'Hiroshima  (C)
Clan Date du Domaine d'Uwajima (A)
Clan Date du Domaine d'Uwajima (B)
Clan Date du Domaine d'Uwajima (C)
Clan Date du Domaine de Sendai (A)
Clan Date du Domaine de Sendai (B)
Clan Date du Domaine de Sendai (C)
Clan Hachisuka du Domaine de Tokushima (A)
Clan Hachisuka du Domaine de Tokushima (B)
Clan Hachisuka du Domaine de Tokushima (C)
Clan Hoshina Matsudaira du Domaine d'Aizu (A)
Clan Hoshina Matsudaira du Domaine d'Aizu (B)
Clan Hoshina Matsudaira du Domaine d'Aizu (C)
Clan Hosokawa du Domaine de Kumamoto (A)
Clan Hosokawa du Domaine de Kumamoto (B)
Clan Hosokawa du Domaine de Kumamoto (C)
Clan Ii du Domaine de Hikone (A)
Clan Ii du Domaine de Hikone (B)
Clan Ii du Domaine de Hikone (C)
Clan Ikeda du Domaine d'Okayama (A)
Clan Ikeda du Domaine d'Okayama (B)
Clan Ikeda du Domaine d'Okayama  (C)
Clan Ikeda du Domaine de Tottori (A)
Clan Ikeda du Domaine de Tottori (B)
Clan Ikeda du Domaine de Tottori  (C)
Clan Kuroda du Domaine de Fukuoka (A)
Clan Kuroda du Domaine de Fukuoka (B)
Clan Kuroda du Domaine de Fukuoka (C)
Clan Makino du Domaine de Nagaoka (A)
Clan Makino du Domaine de Nagaoka  (B)
Clan Makino du Domaine de Nagaoka  (C)
Clan Maeda du Domaine de Kaga (A)
Clan Maeda du Domaine de Kaga  (B)
Clan Maeda du Domaine de Kaga  (C)
Clan Matsudaira du Domaine de Fukui (A)
Clan Matsudaira du Domaine de Fukui  (B)
Clan Matsudaira du Domaine de Fukui  (C)
Clan Matsudaira du Domaine de Kuwana (A)
Clan Matsudaira du Domaine de Kuwana  (B)
Clan Matsudaira du Domaine de Kuwana  (C)
Clan Mōri du Domaine de Chōshū (A)
Clan Mōri du Domaine de Chōshū(B)
Clan Mōri du Domaine de Chōshū (C)
Clan Nabeshima du Domaine de Saga (A)
Clan Nabeshima du Domaine de Saga (B)
Clan Nabeshima du Domaine de Saga (C)
Clan Nanbu du Domaine de Morioka (A)
Clan Nanbu du Domaine de Morioka  (B)
Clan Nanbu du Domaine de Morioka  (C)
Clan Ogasawara du Domaine de Kokura (A)
Clan Ogasawara du Domaine de Kokura(B)
Clan Ogasawara du Domaine de Kokura(C)
Clan Ōmura du Domaine d'Ōmura (A)
Clan Ōmura du Domaine d'Ōmura (B)
Clan Ōmura du Domaine d'Ōmura (C)
Clan Satake du Domaine de Kubota (A)
Clan Satake du Domaine de Kubota (B)
Clan Satake du Domaine de Kubota (C)
Clan Shimazu du Domaine de Satsuma(A)
Clan Shimazu du Domaine de Satsuma (B)
Clan Shimazu du Domaine de Satsuma (C)
Clan Tōdō du Domaine de Tsu (A)
Clan Tōdō du Domaine de Tsu (B)
Clan Tōdō du Domaine de Tsu (C)
Clan Tokugawa du Domaine de Kishū (A)
Clan Tokugawa du Domaine de Kishū (B)
Clan Tokugawa du Domaine de Kishū (C)
Clan Tokugawa du Domaine de Mito (A)
Clan Tokugawa du Domaine de Mito (B)
Clan Tokugawa du Domaine de Mito (C)
Clan Tokugawa du Domaine d'Owari (A)
Clan Tokugawa du Domaine d'Owari (B)
Clan Tokugawa du Domaine d'Owari (C)
Clan Uesugi du Domaine de Yonezawa (A)
Clan Uesugi du Domaine de Yonezawa (B)
Clan Uesugi du Domaine de Yonezawa (C)
Clan Yamauchi du Domaine de Tosa (A)
Clan Yamauchi du Domaine de Tosa (B)
Clan Yamauchi du Domaine de Tosa (C)

### Bannières de Daimyō présentes dans les peintures anciennes

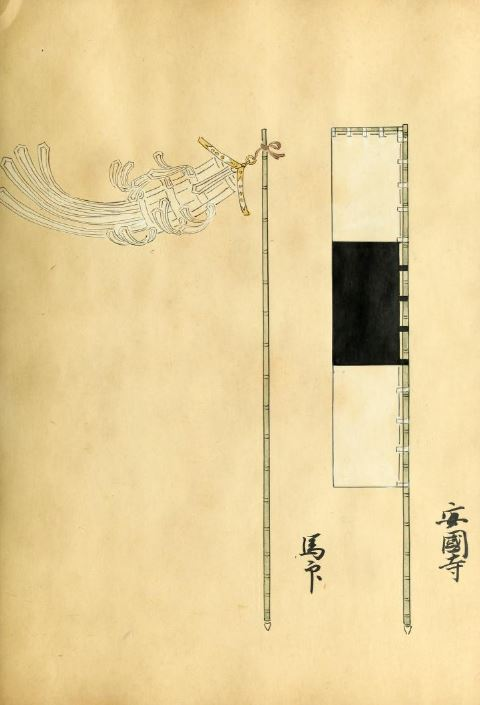
Ankokuji Ekei
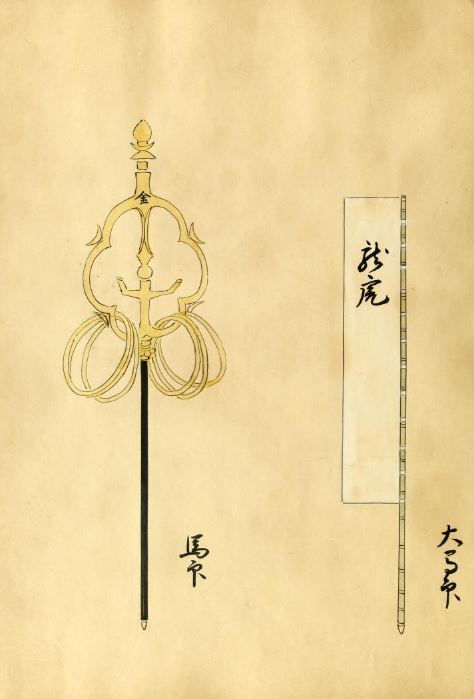
Ankokuji Ekei
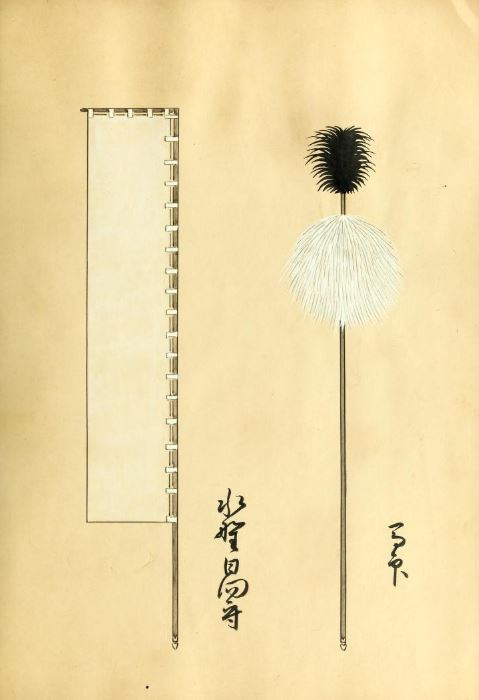
Arima Naozumi
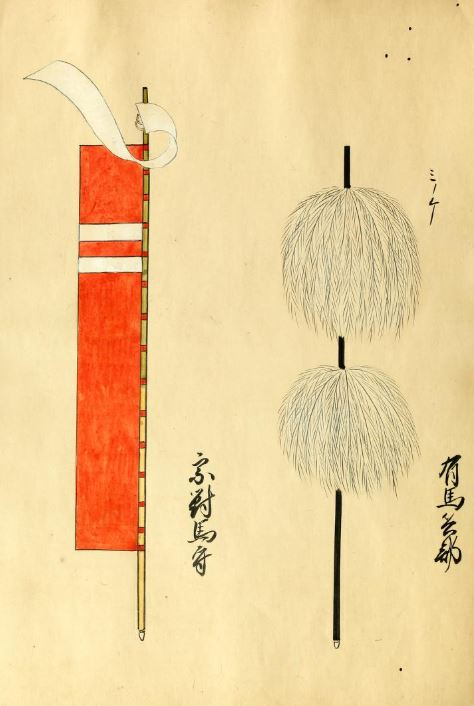
Arima Noriyari
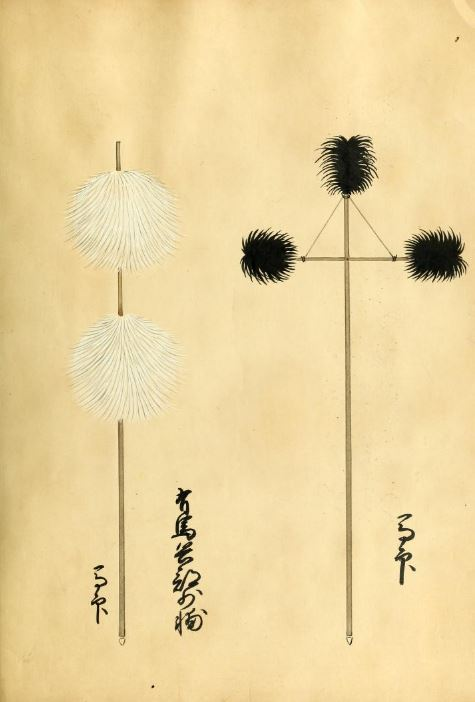
Arima Toyōji
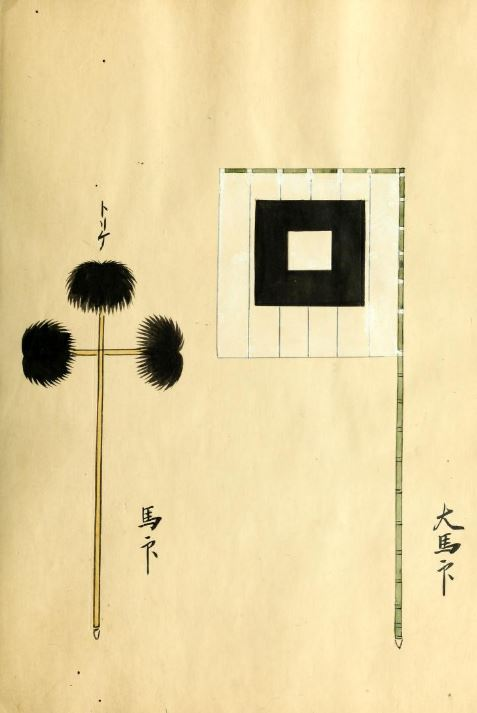
Arima Toyōji
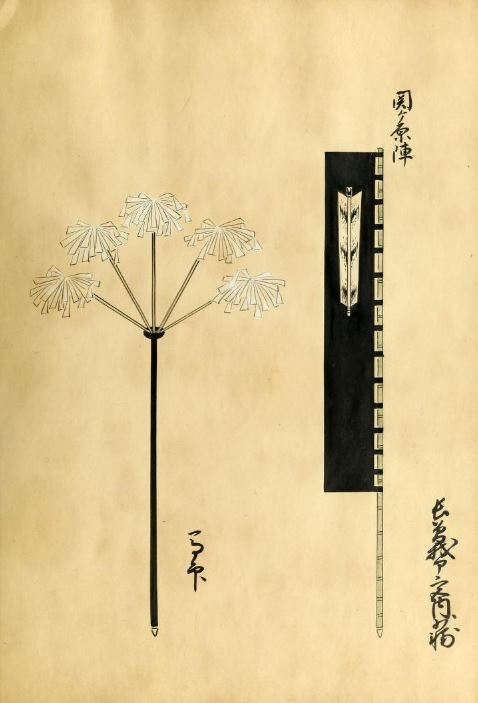
Chōsokabe Morichika
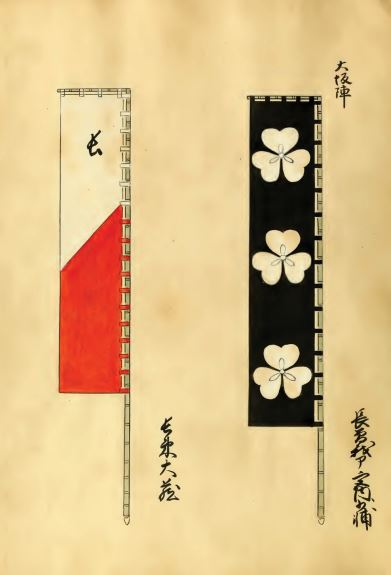
Chōsokabe Morichika
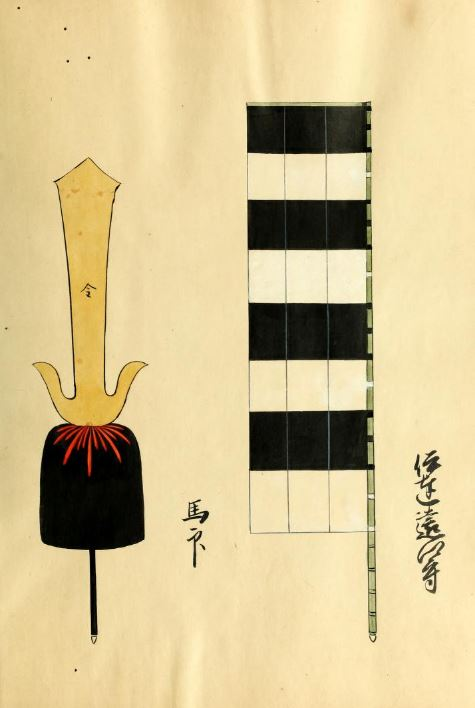
Date Hidemune
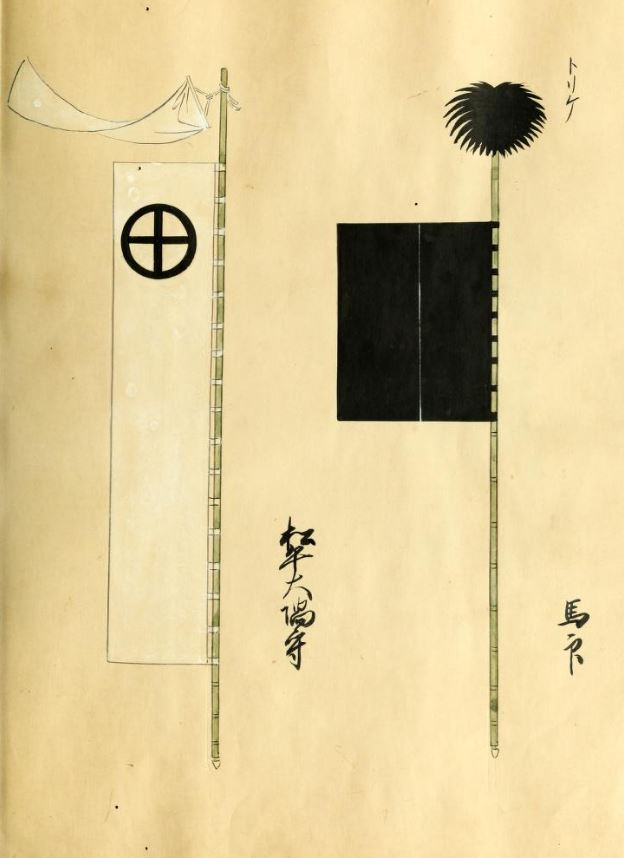
Date Masamune
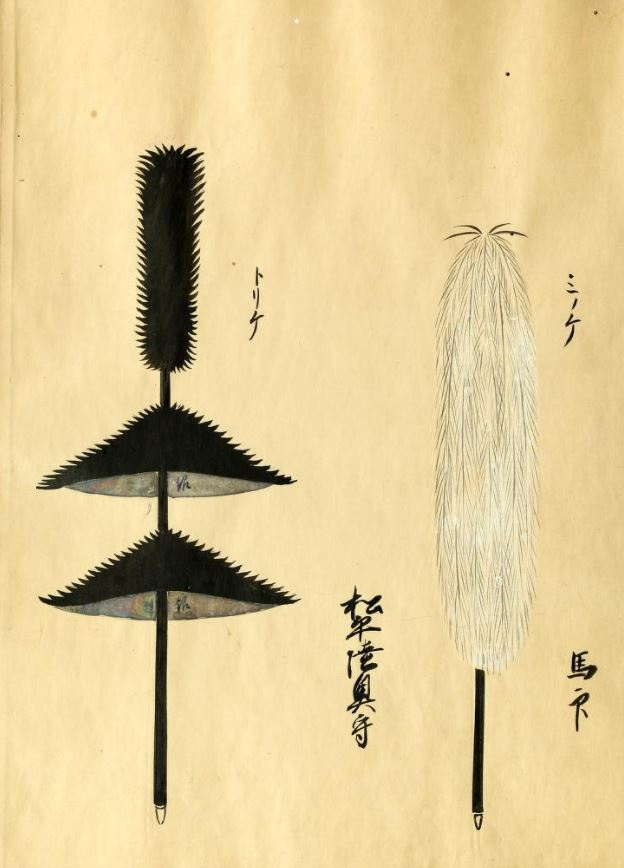
Date Masamune
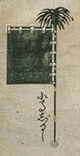
Date Masamune
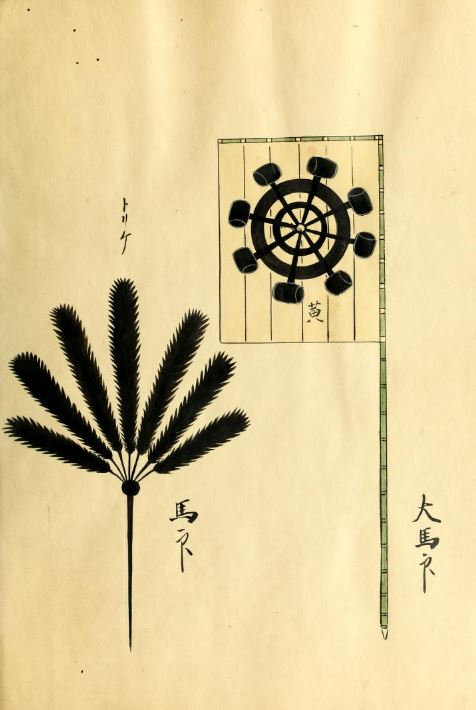
Doi Toshikatsu
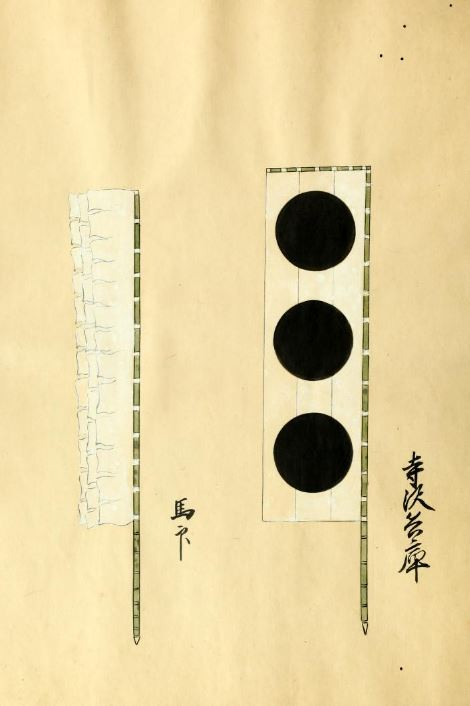
Doi Toshikatsu
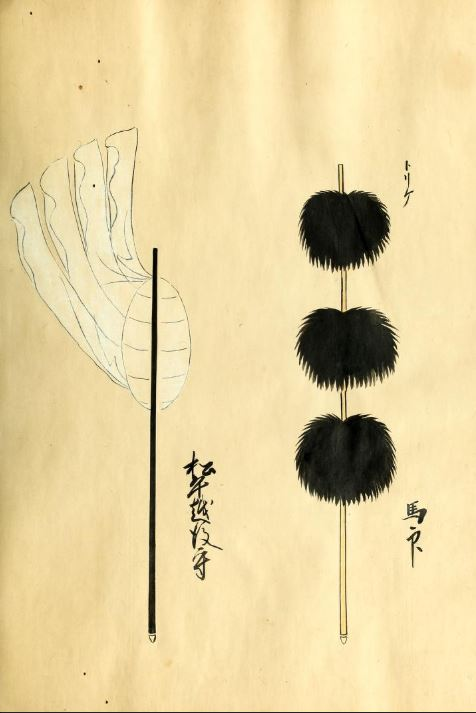
Hachisuka Iemasa
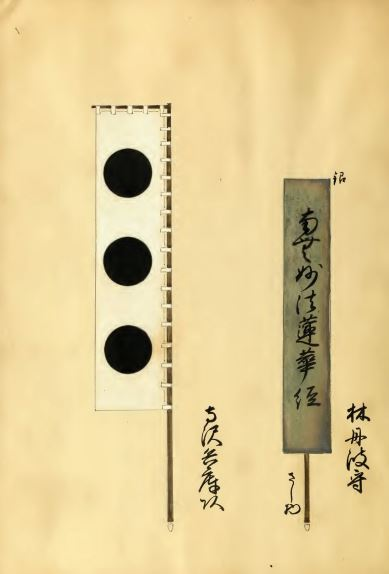
Hayashi Katsumasa
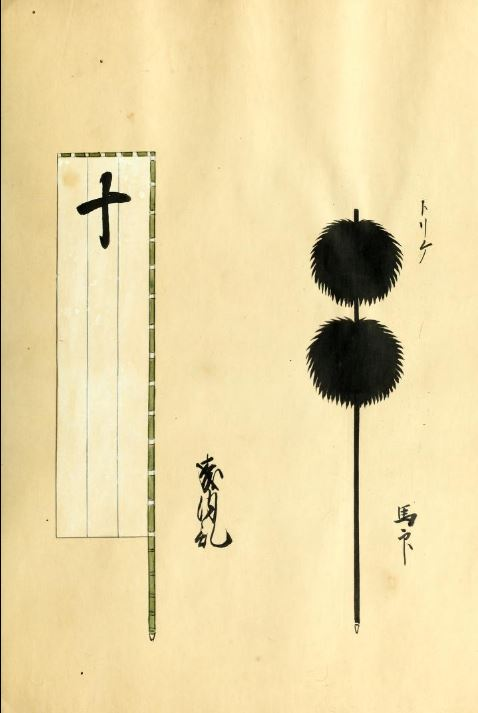
Honda Masatomo
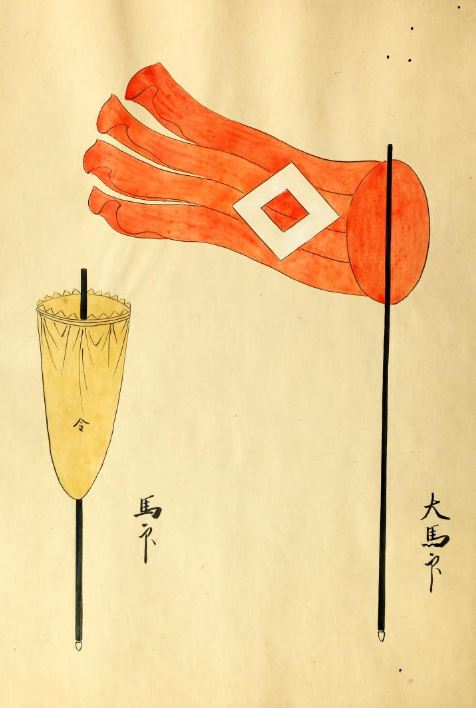
Hori Naoyori
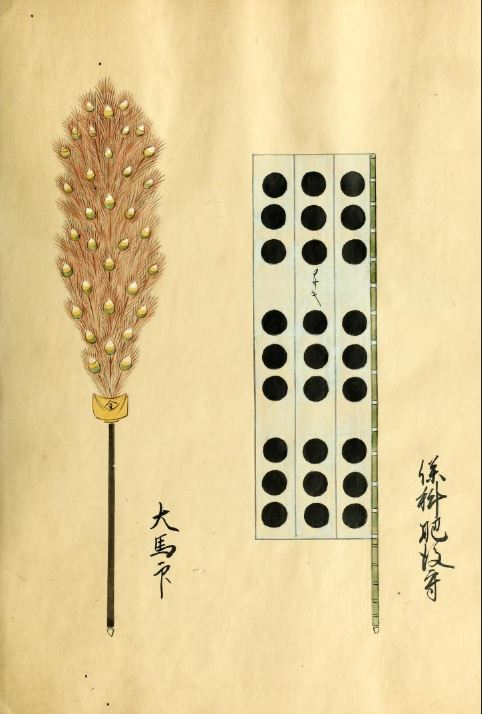
Hoshina Masayuki
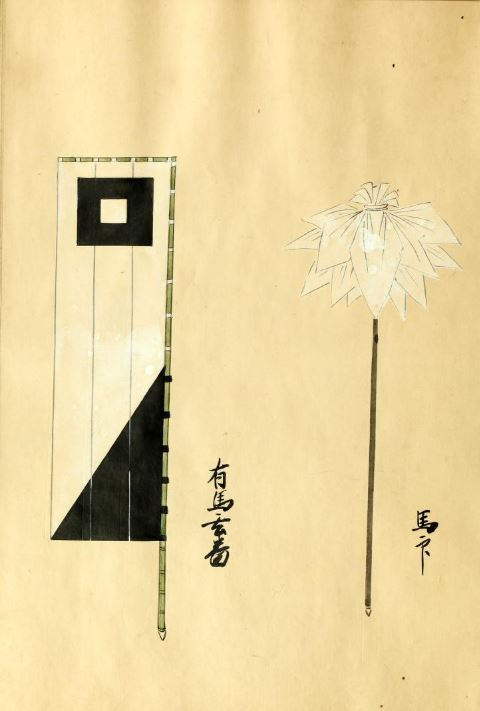
Hoshina Masayuki
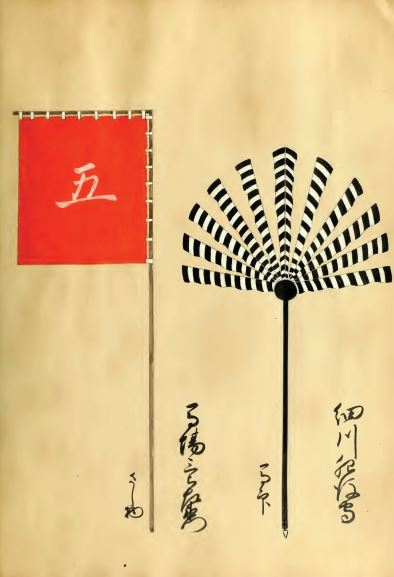
Hosokawa Mitsunao
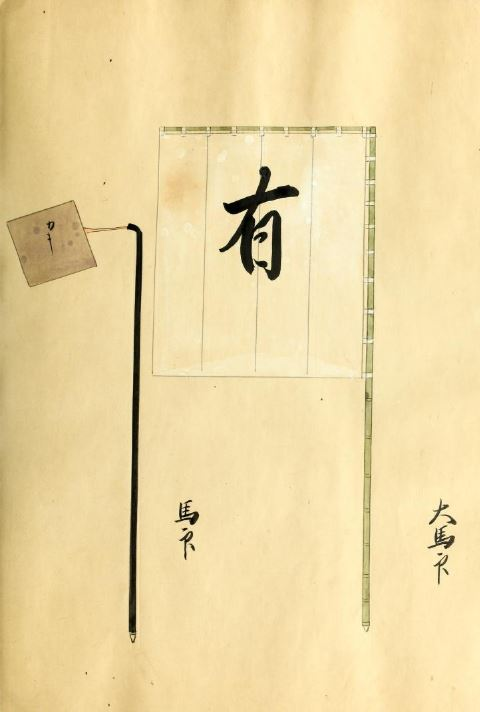
Hosokawa Tadaoki
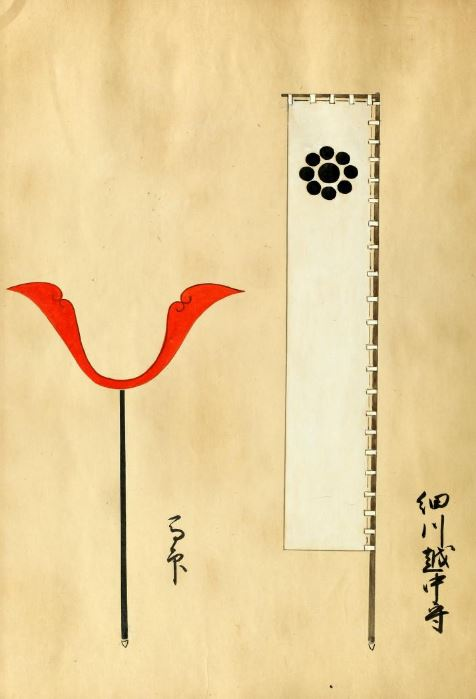
Hosokawa Tadatoshi
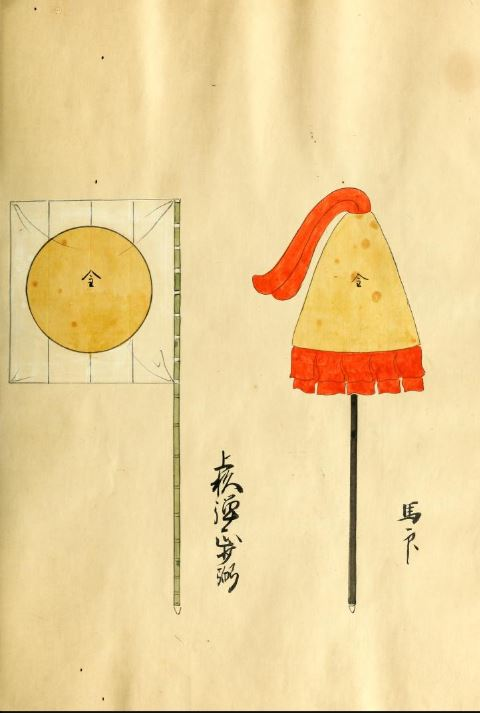
Ii Naotaka
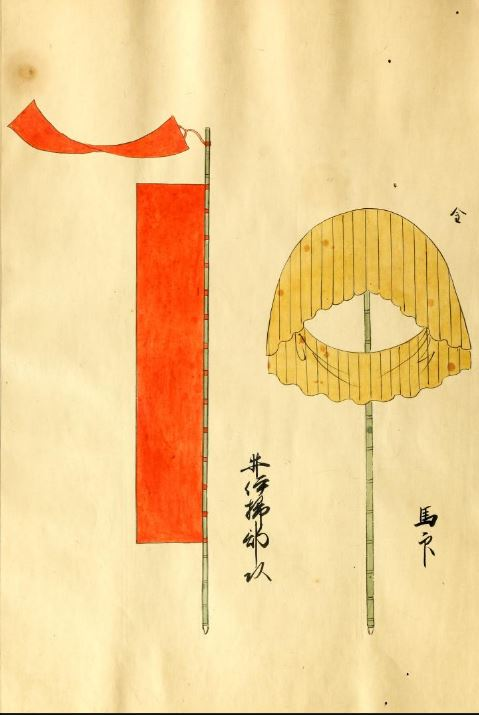
Ikeda Mitsumasa
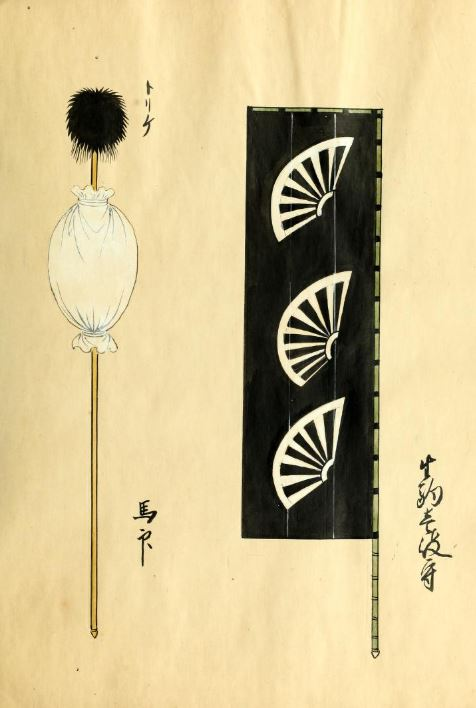
Ikoma Takatoshi
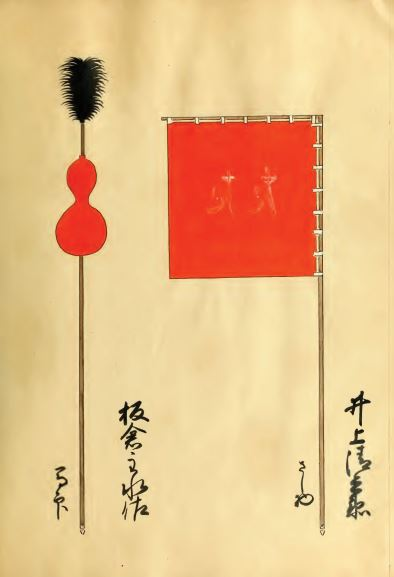
Inoue Masatsugu
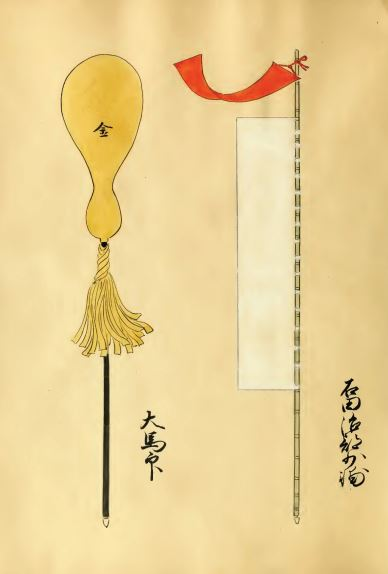
Ishida Mitsunari
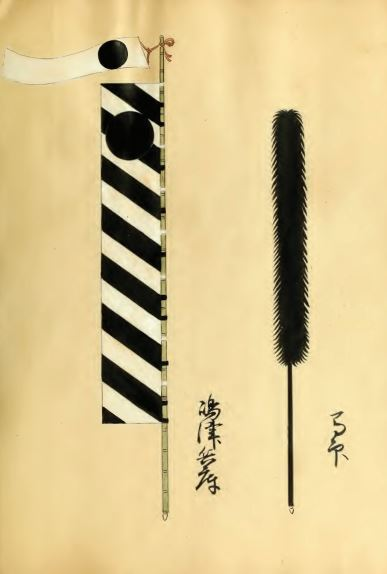
Ishida Mitsunari
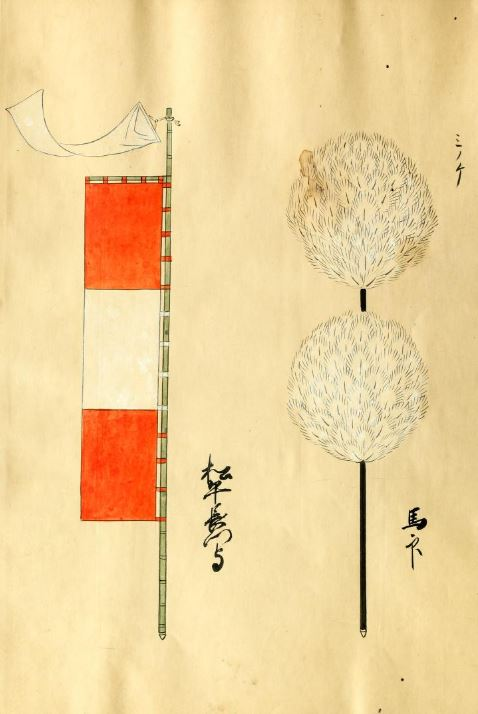
Katō Akinari
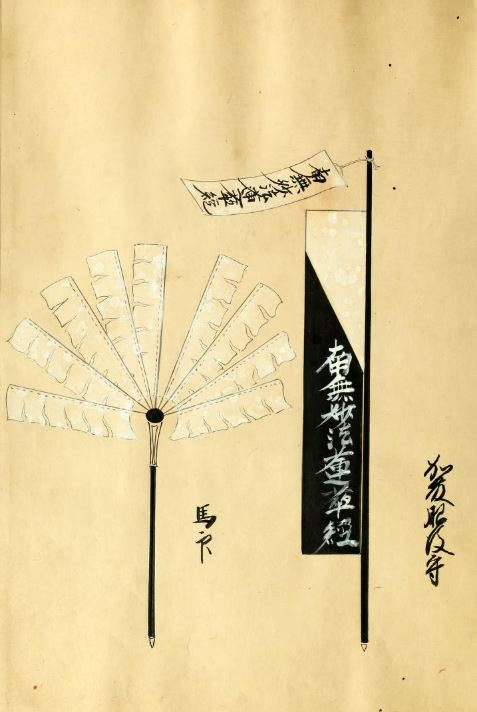
Katō Kiyomasa
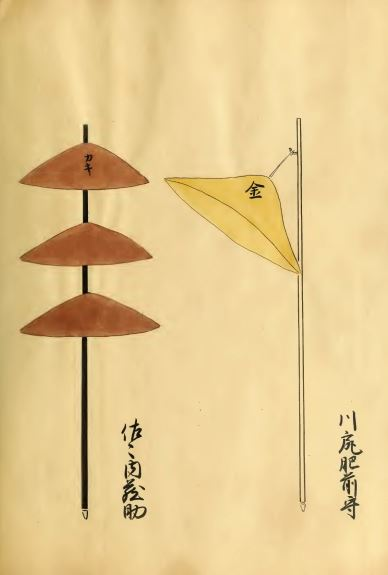
Kawajiri Hidetaka
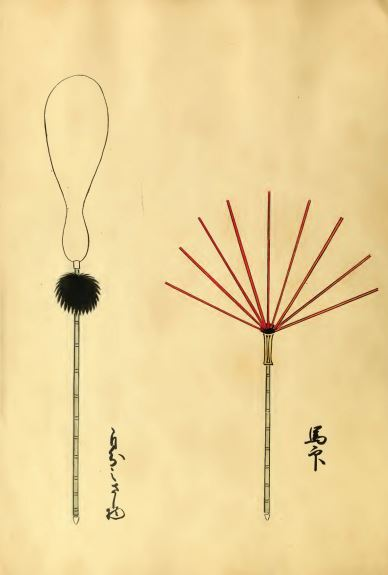
Kikkawa Hiroie
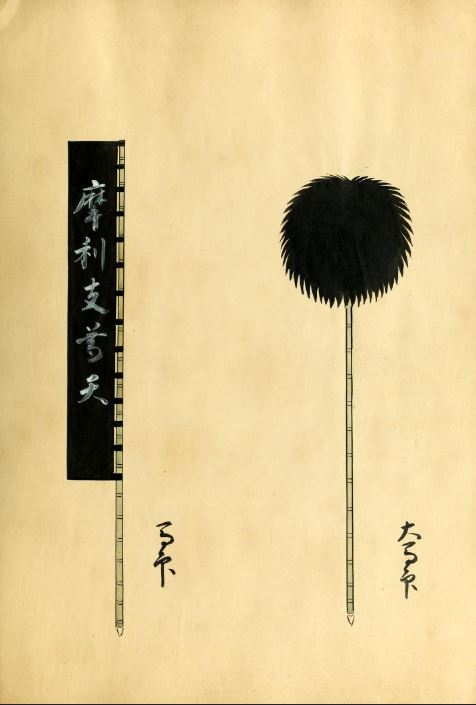
Kikkawa Hiroie
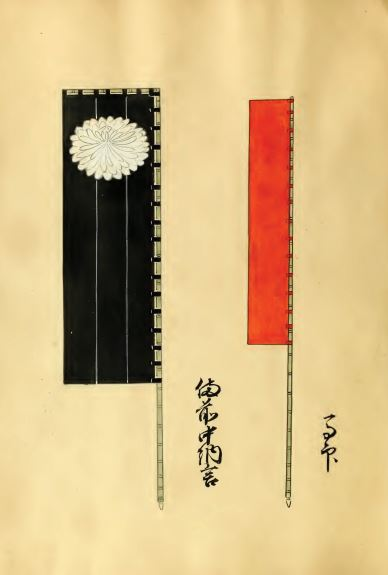
Kobayakawa Hideaki
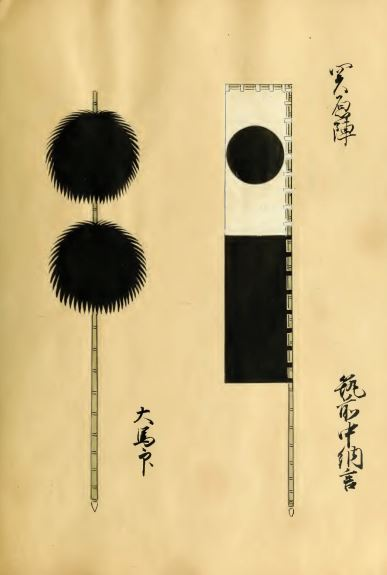
Kobayakawa Hideaki
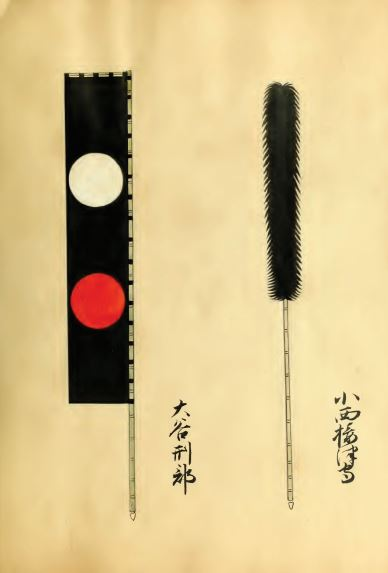
Konishi Yukinaga
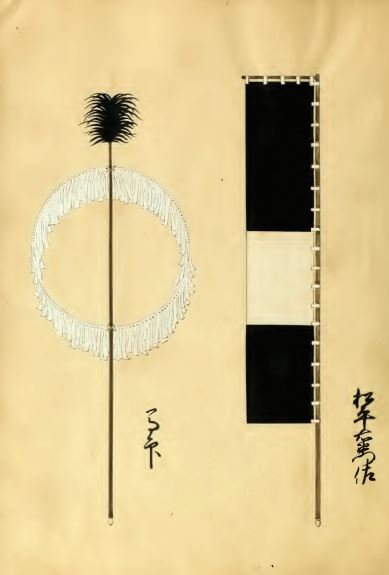
Kuroda Tadayuki
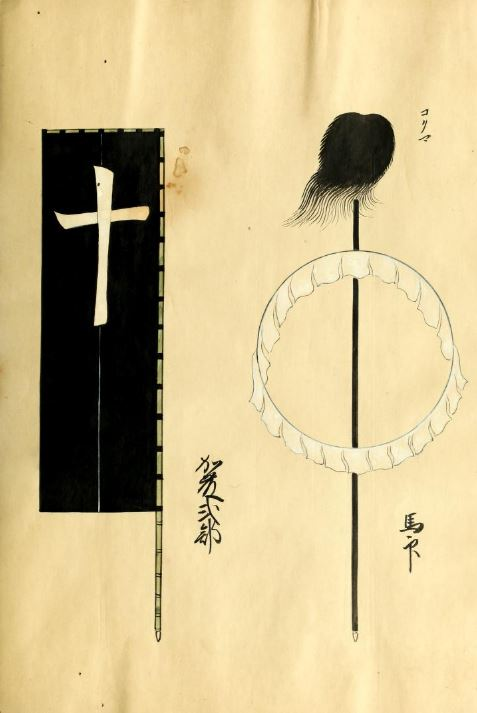
Kuroda Tadayuki
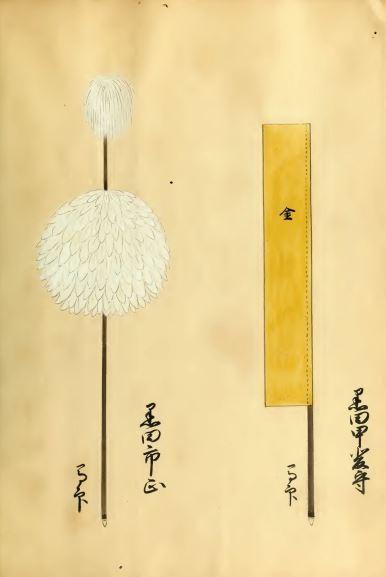
Kuroda Nagamasa
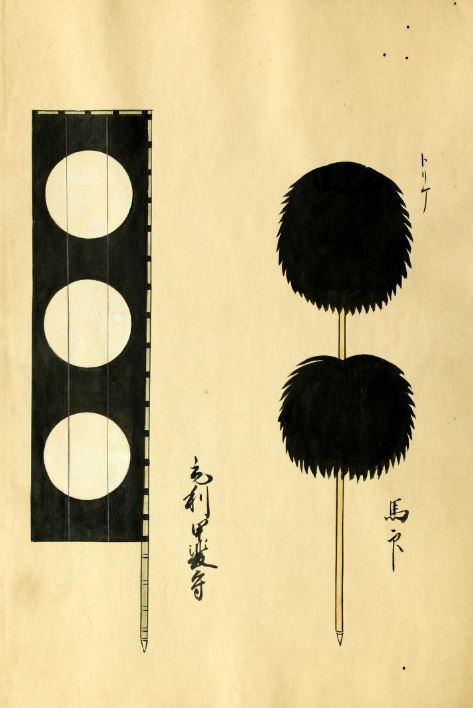
Kyōgoku Takatomo
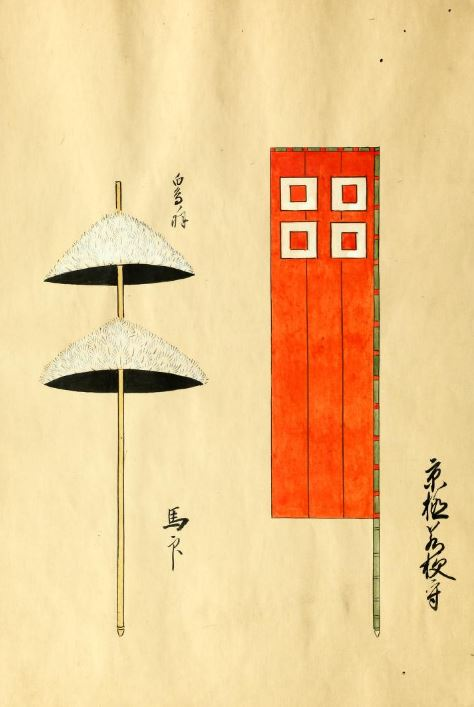
Kyōgoku Takatsugu
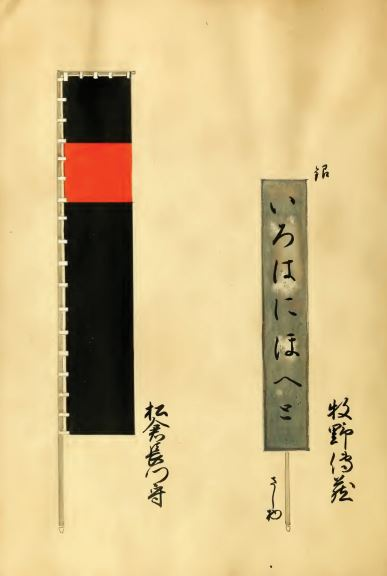
Makino Narizumi
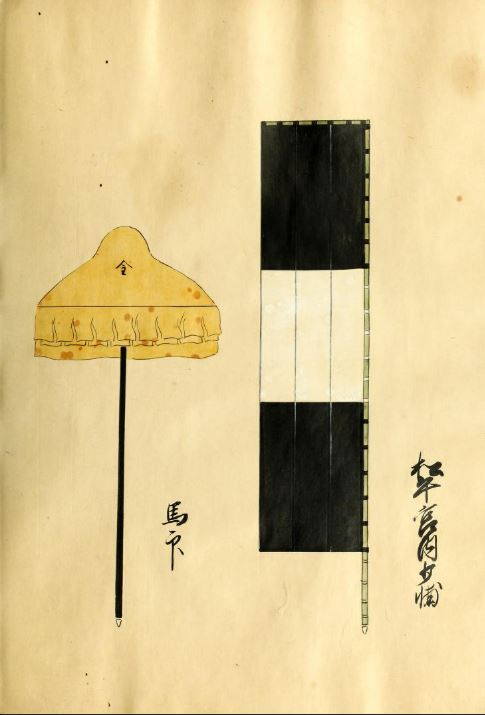
Matsudaira Tadakatsu
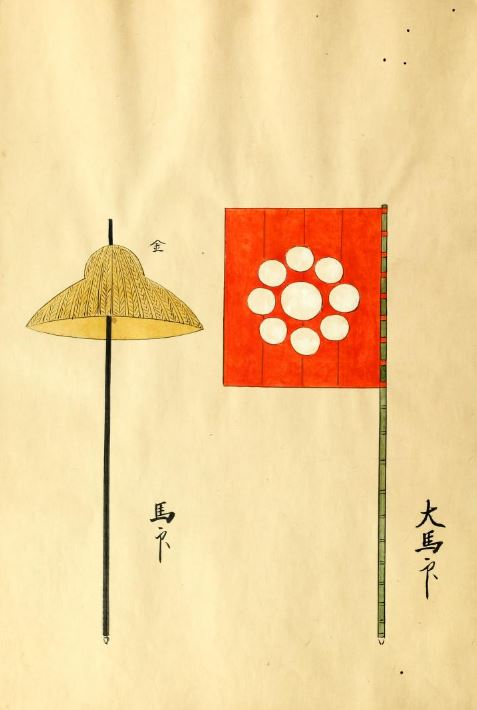
Matsudaira Chikatoki
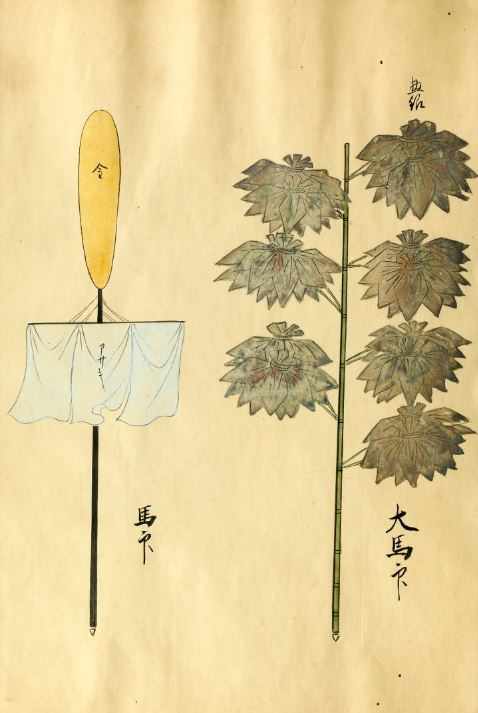
Matsudaira Mitsunaga
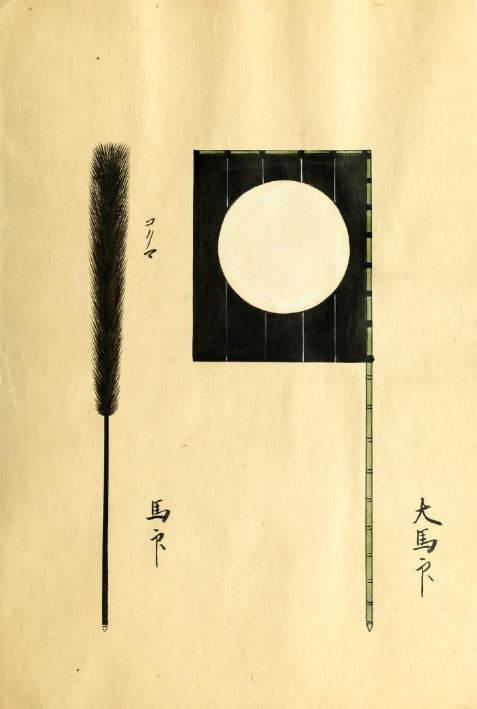
Matsudaira Naomasa
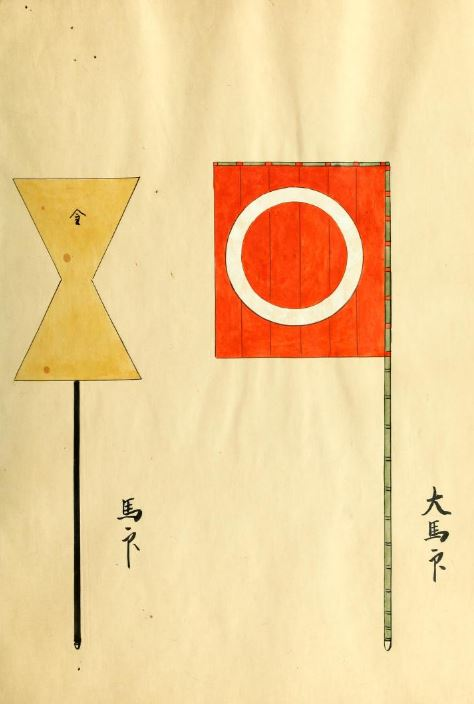
Matsudaira Naonori
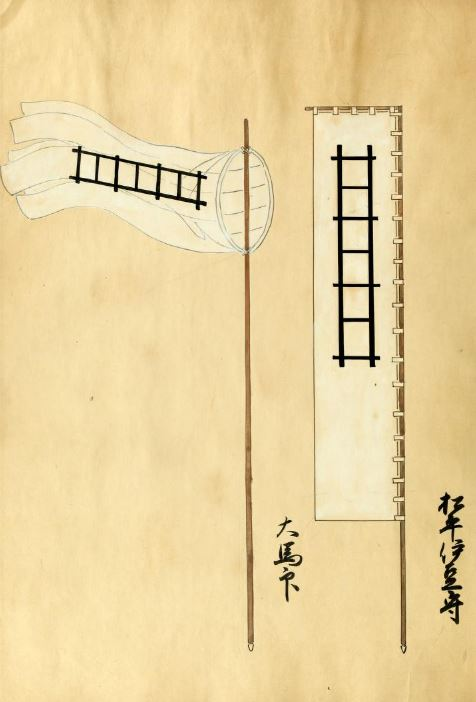
Matsudaira Nobutsuna
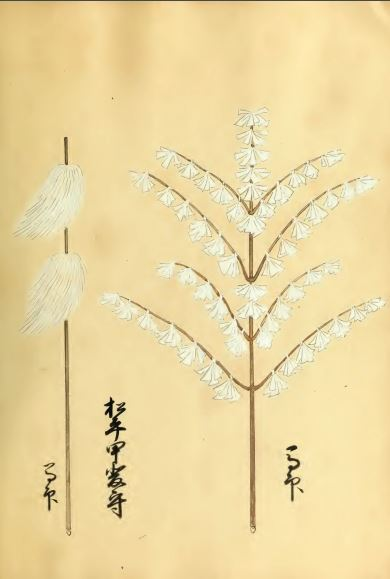
Matsudaira Nobutsuna
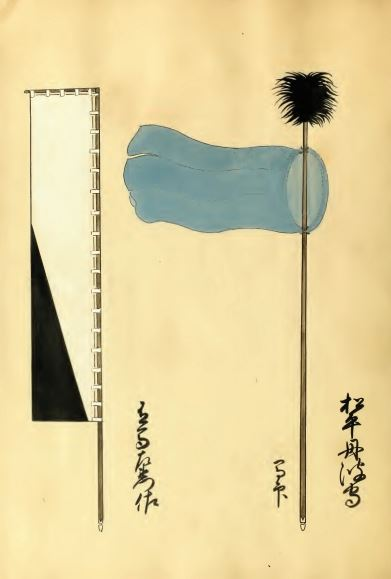
Matsudaira Shigenao
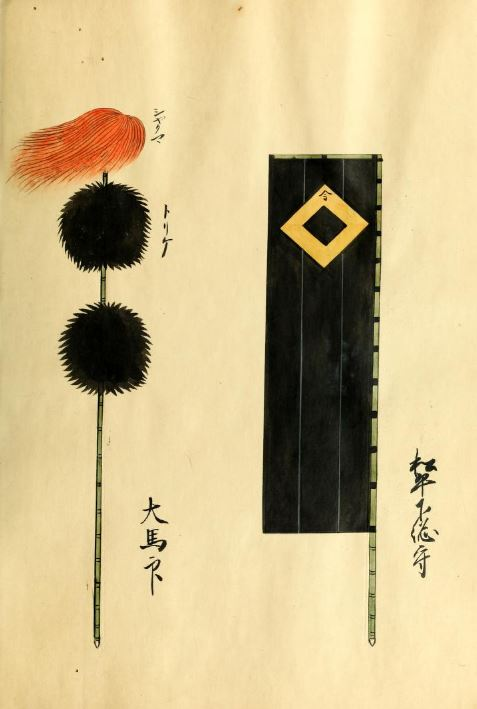
Matsudaira Tadaaki
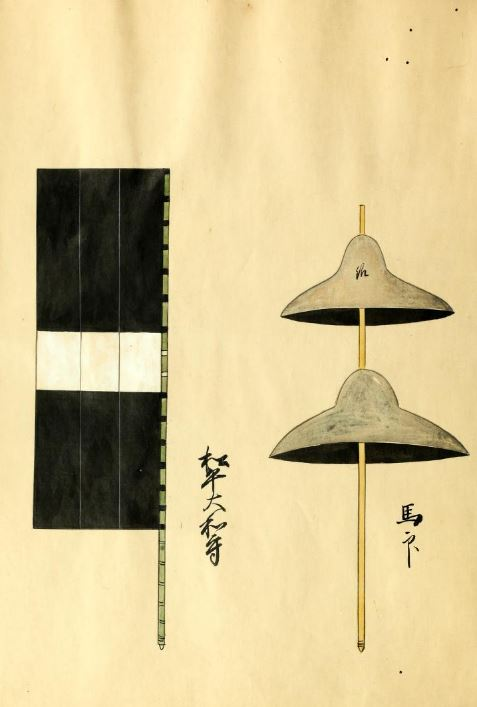
Matsudaira Tadaaki
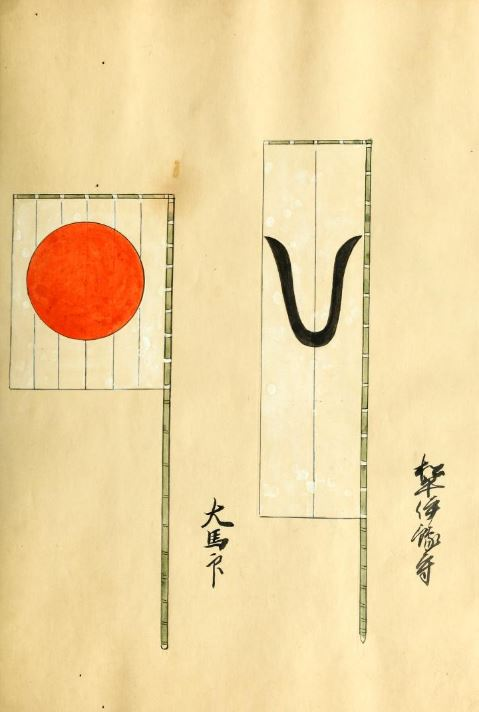
Matsudaira Tadamasa
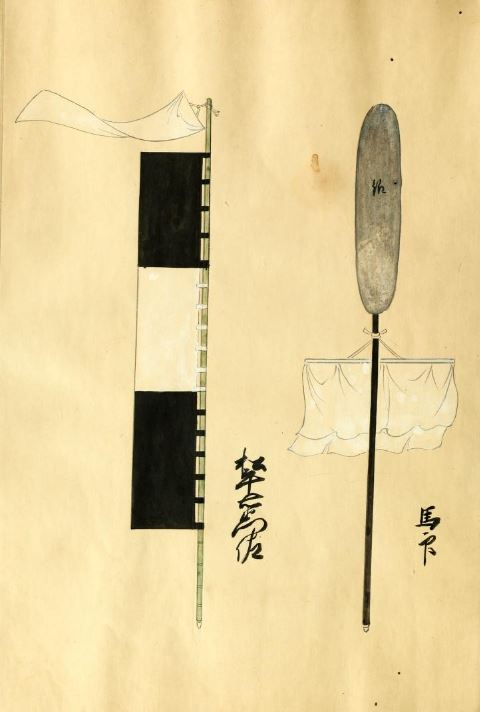
Matsudaira Tadamasa
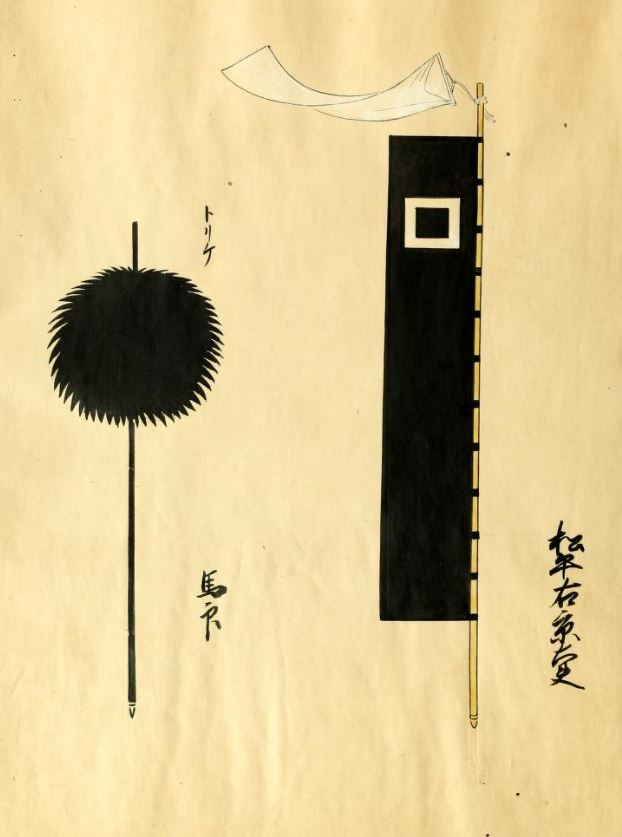
Matsudaira Terusada
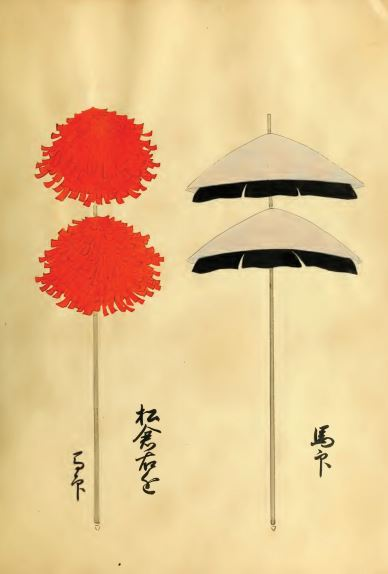
Matsukura Katsuie
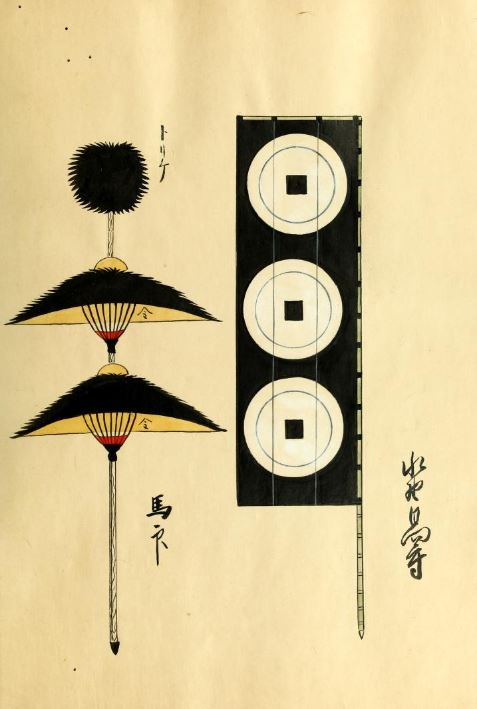
Mizuno Katsunari
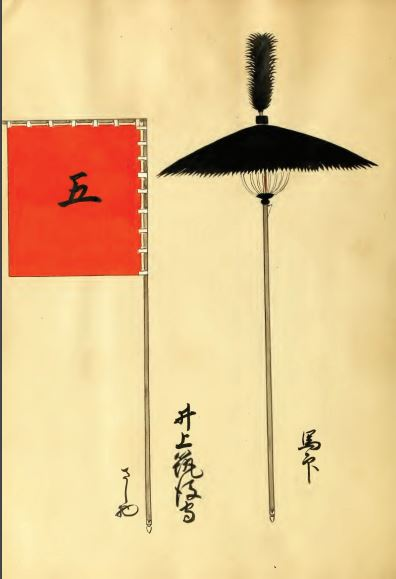
Mizuno Katsunari
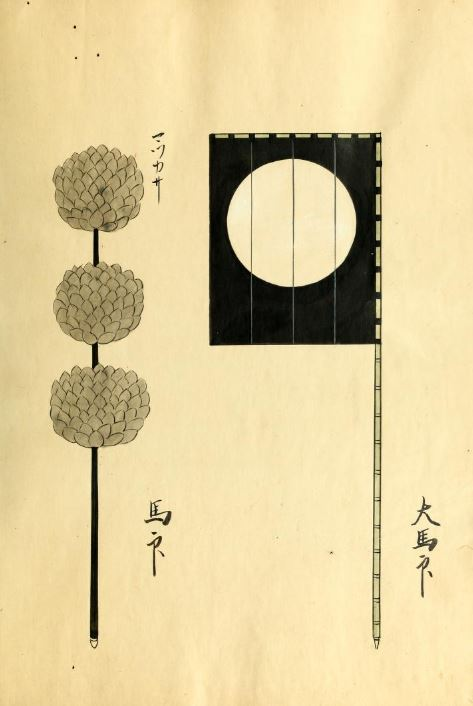
Mōri Hidemoto
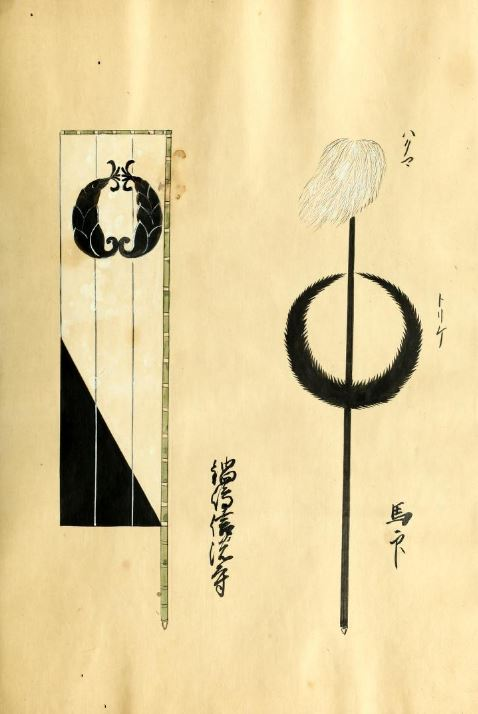
Mōri Hidenari
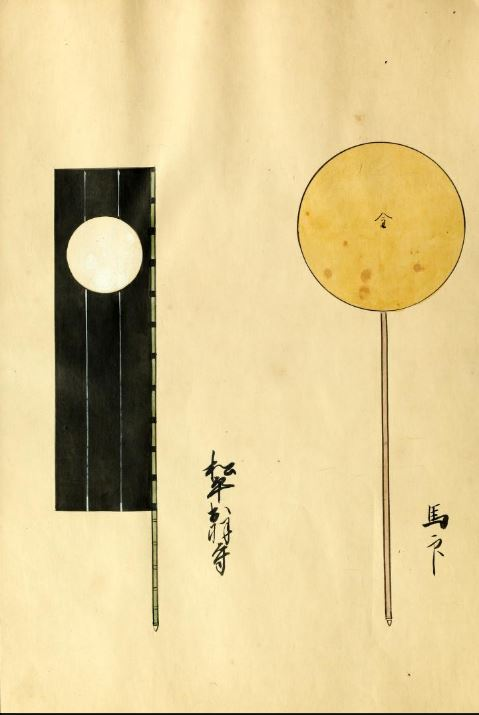
Mori Nagatsugu
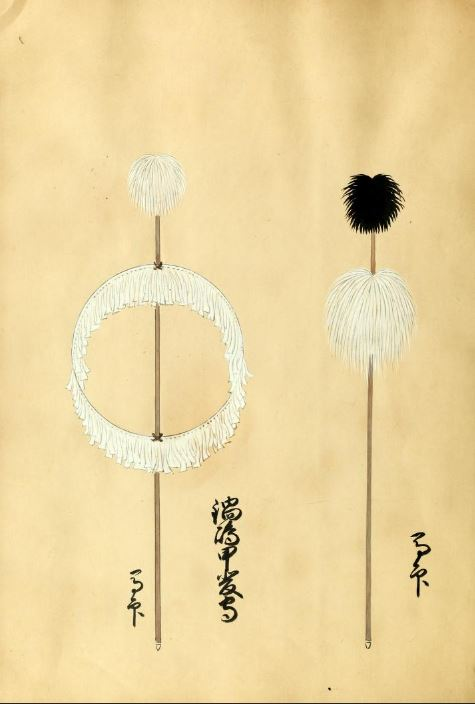
Nabeshima Katsushige
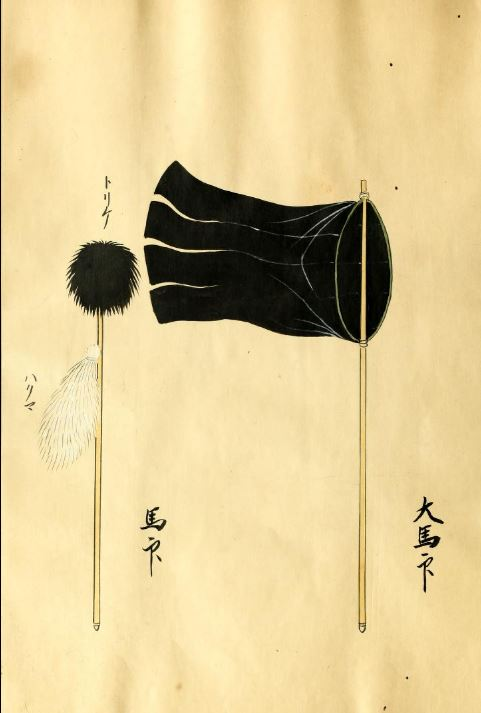
Nabeshima Katsushige
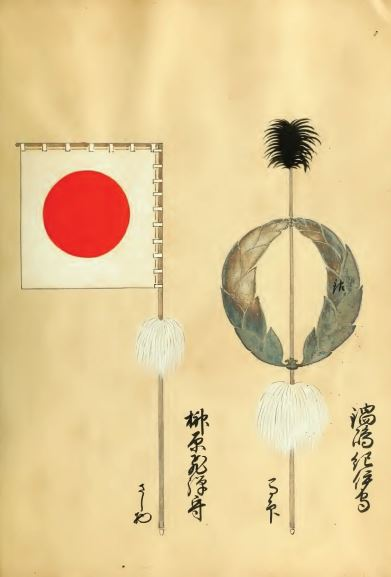
Nabeshima Motoshige
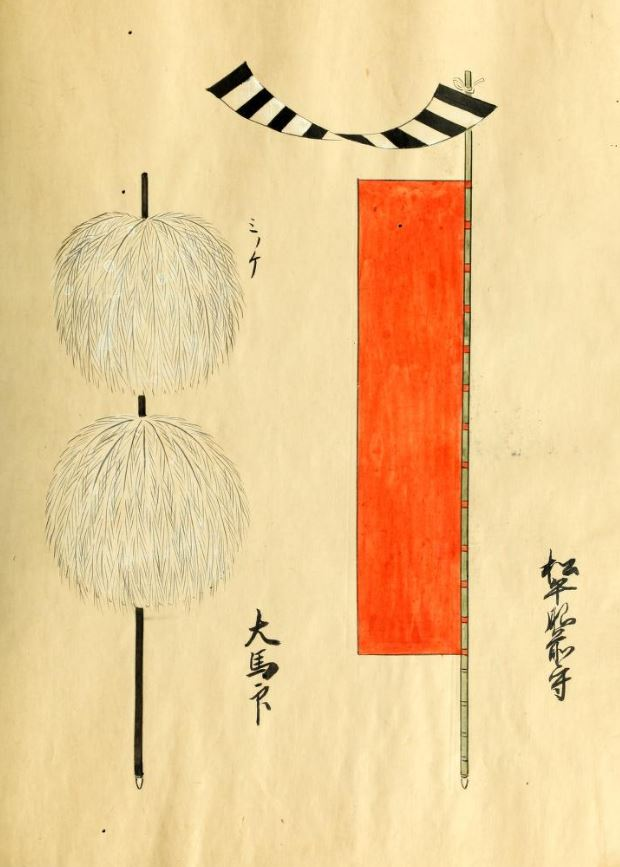
Nabeshima Tadanao
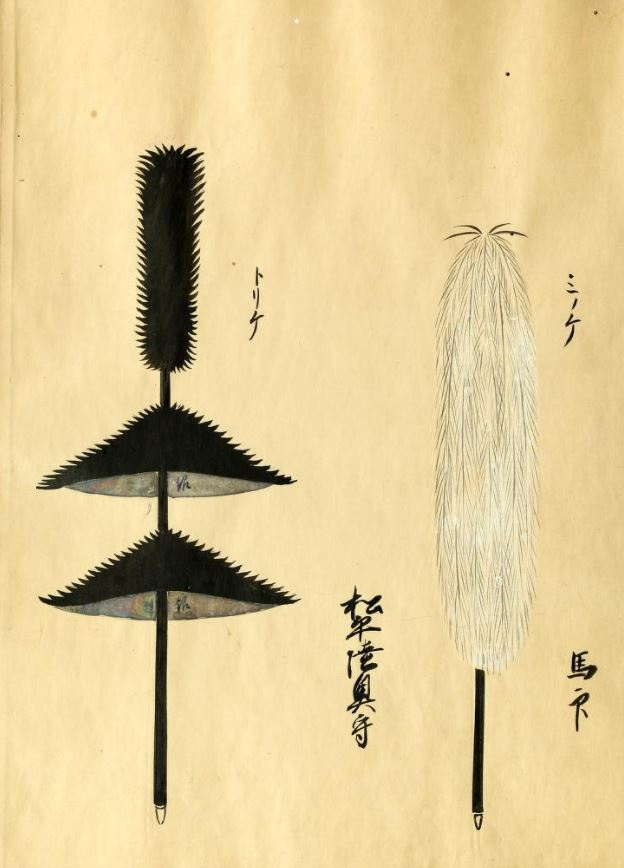
Nabeshima Tadanao
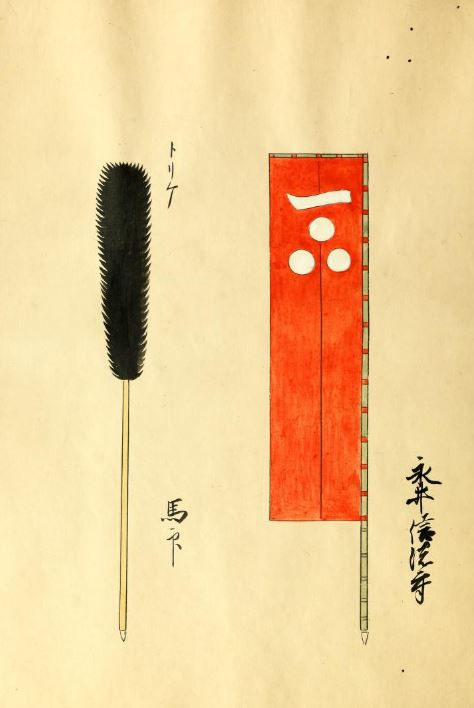
Nagai Naomasa
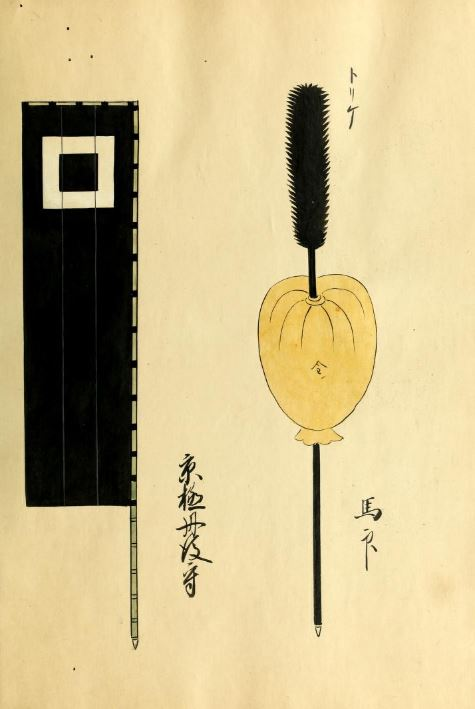
Nanbu Shigenao
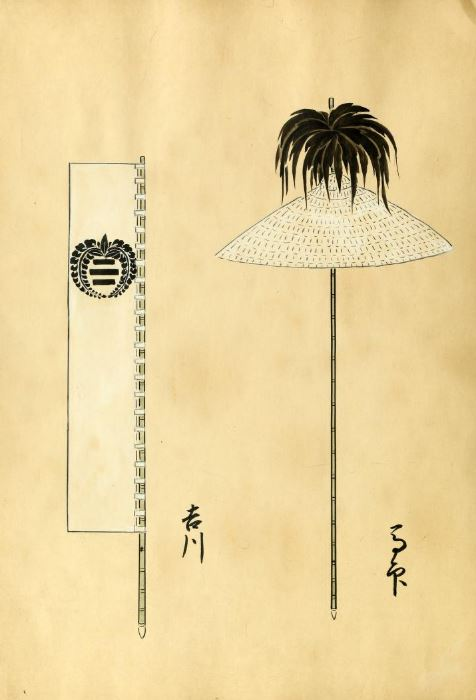
Natsuka Masaie
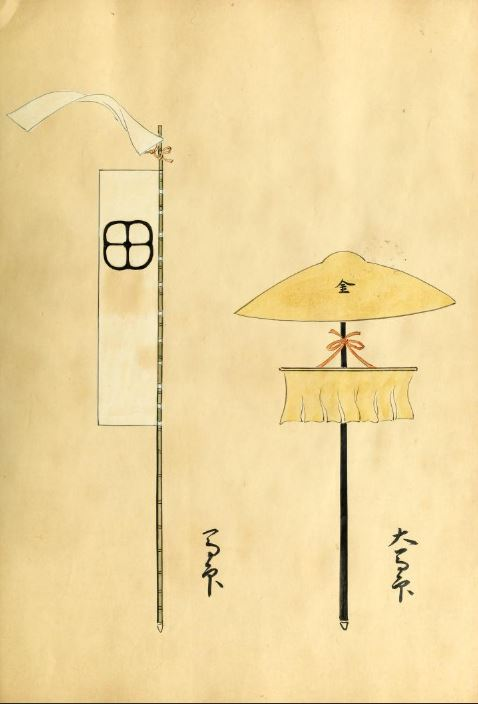
Natsuka Masaie
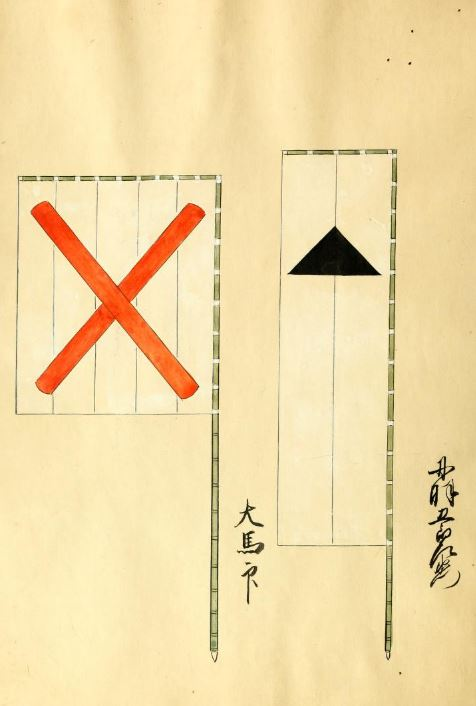
Niwa Nagahide
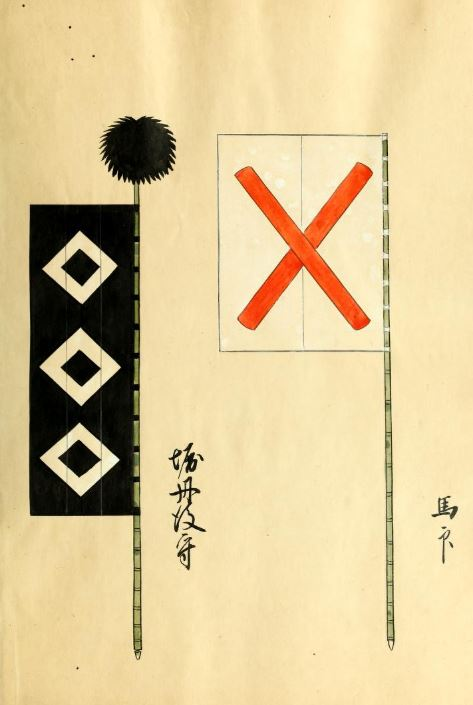
Niwa Nagahide
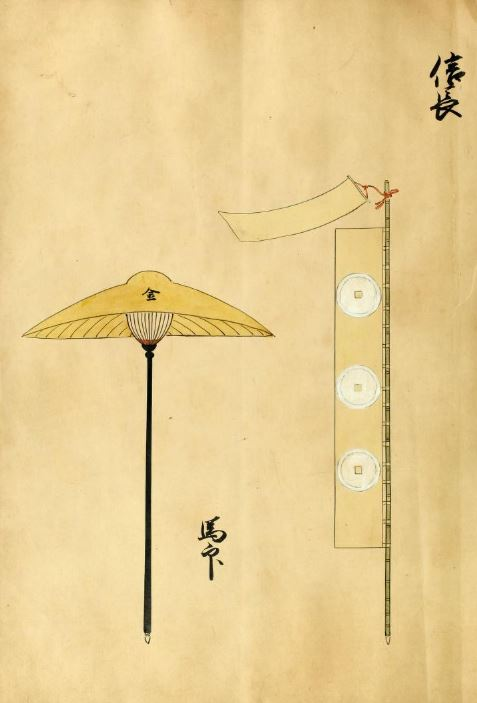
Oda Nobunaga
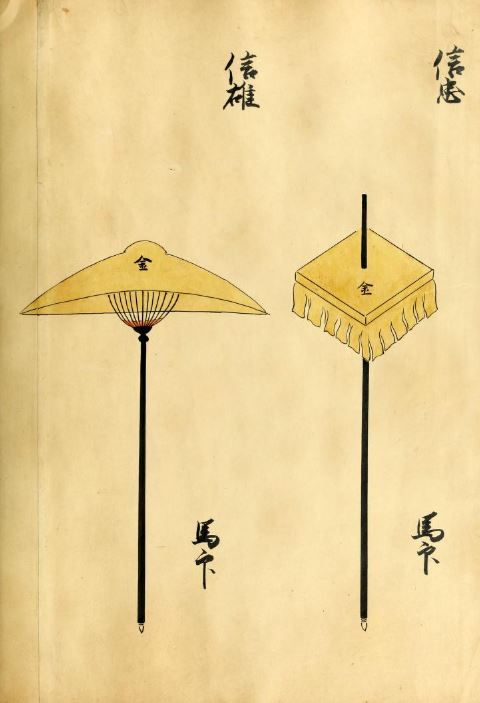
Oda Nobunaga
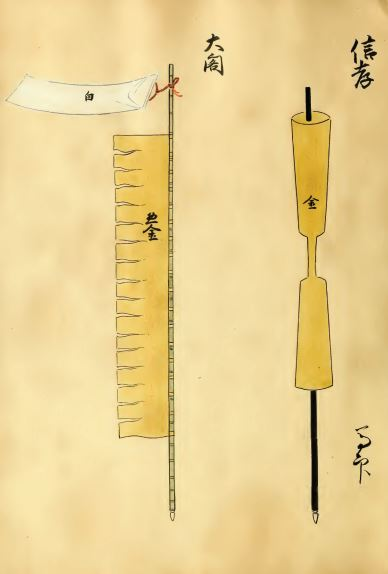
Oda Nobutaka
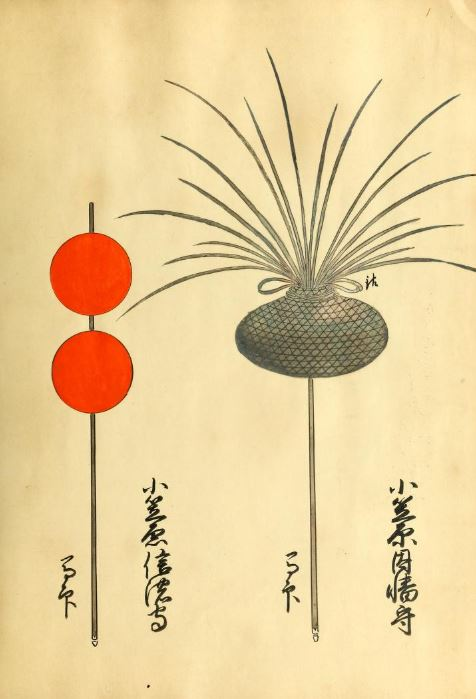
Ogasawara Nagatsugu
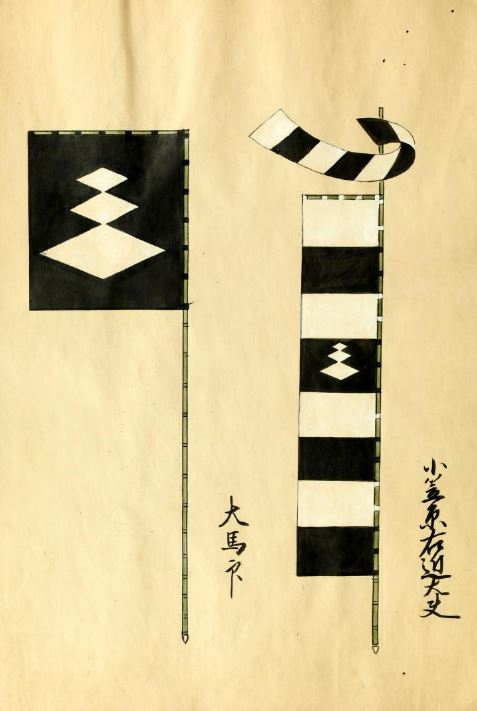
Ogasawara Tadazane
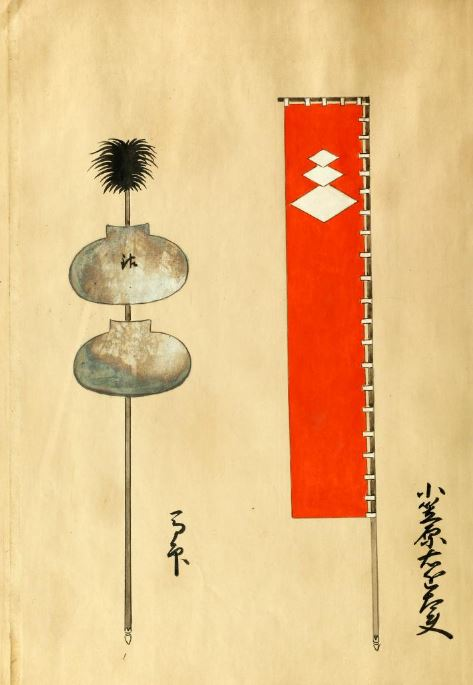
Ogasawara Tadazane
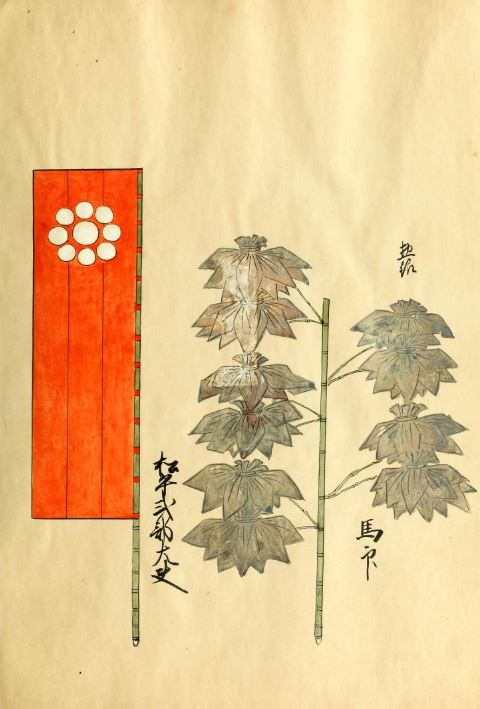
Ogasawara Tadazane
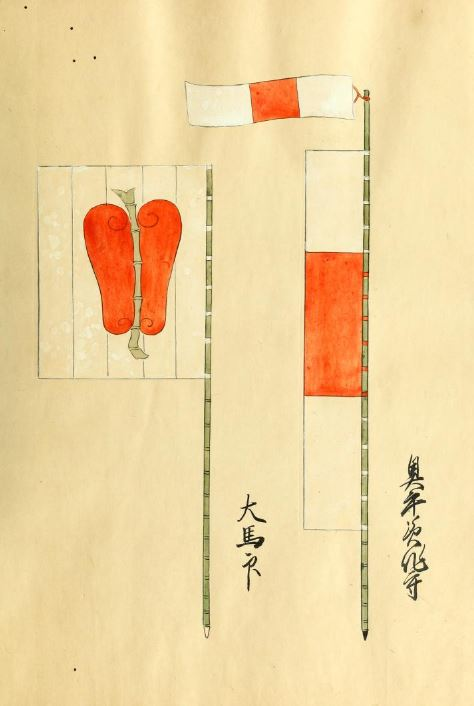
Okudaira Iemasa
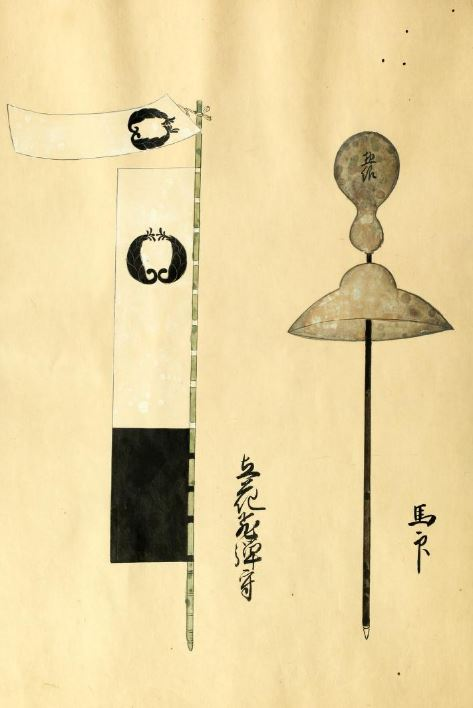
Okudaira Iemasa
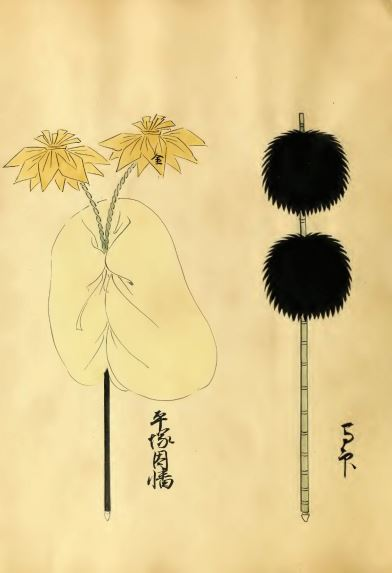
Ōtani Yoshitsugu
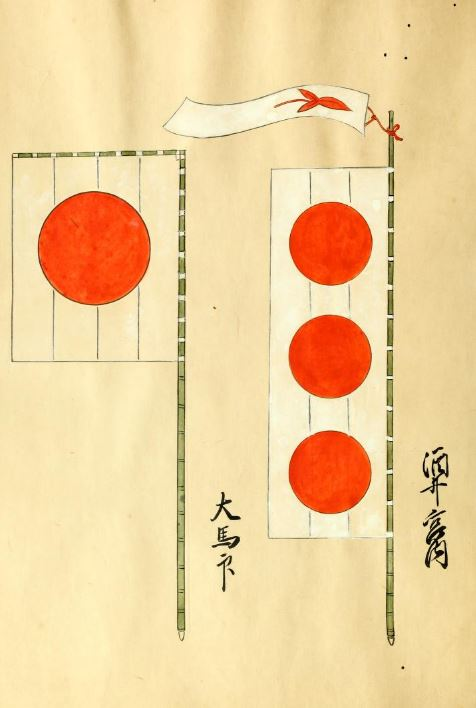
Sakai Ietsugu
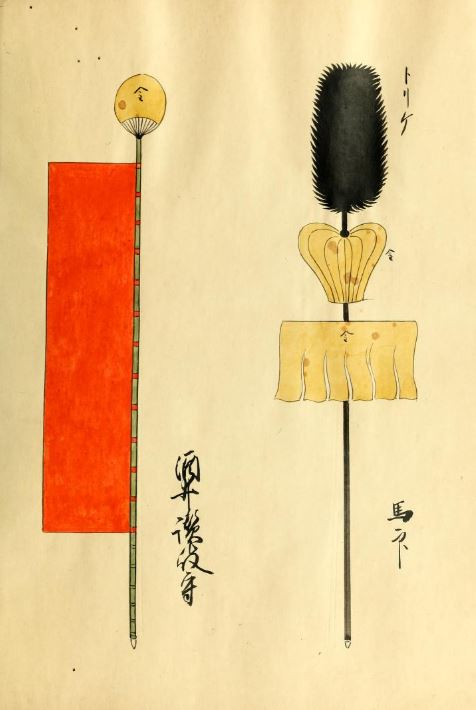
Sakai Ietsugu
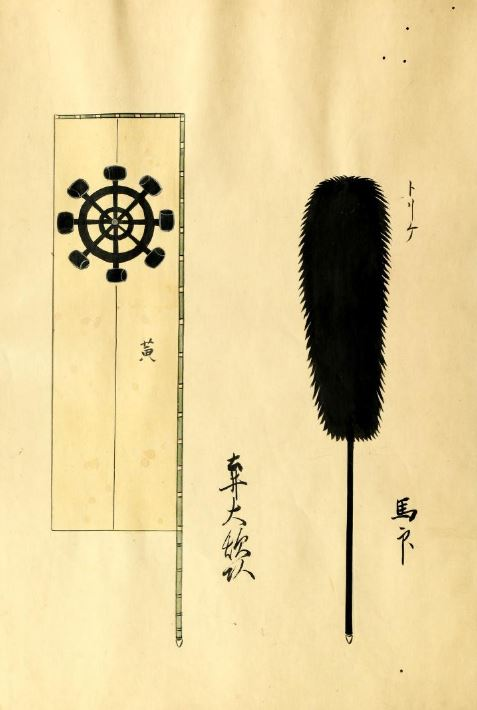
Sakai Tadakatsu
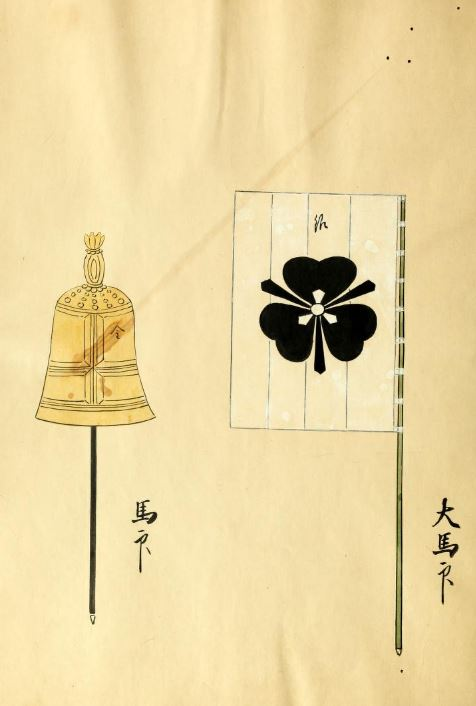
Sakai Tadakiyo
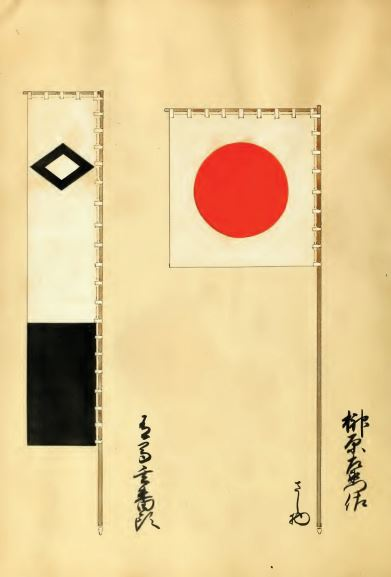
Sakikibara Motonao
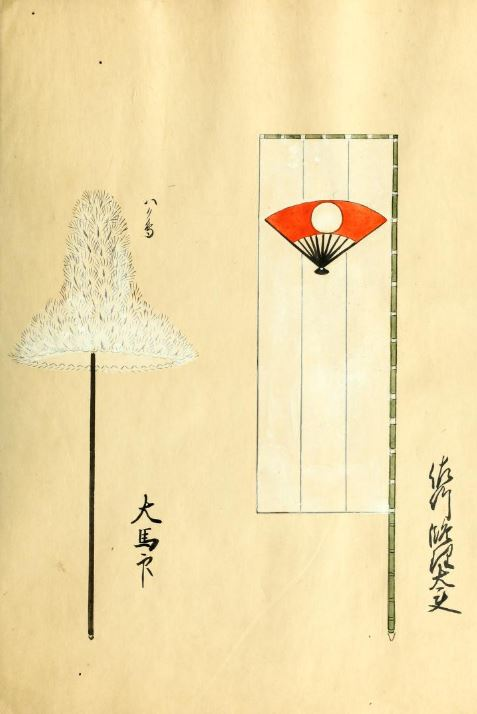
Satake Yoshinobu
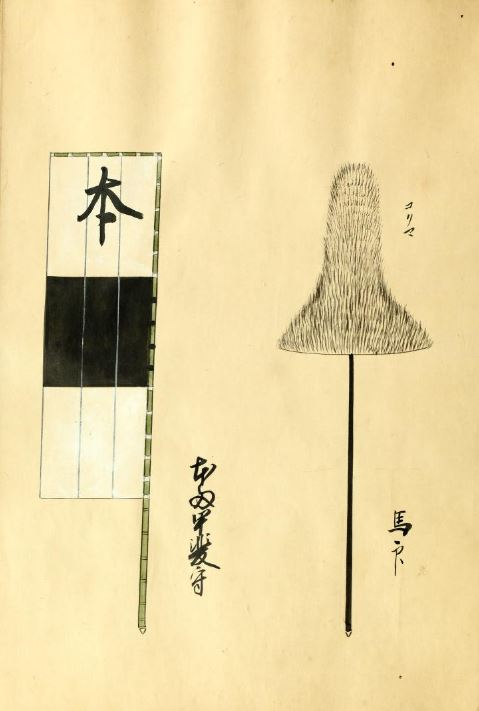
Satake Yoshinobu
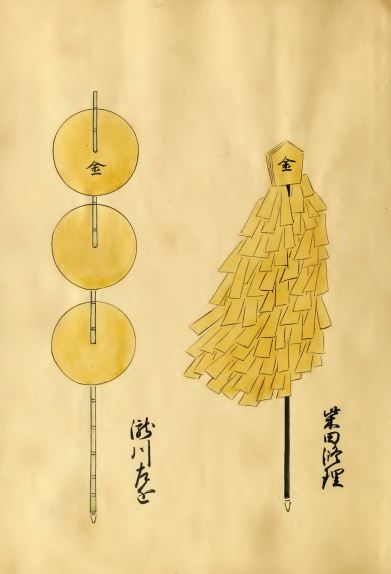
Shibata Katsuie
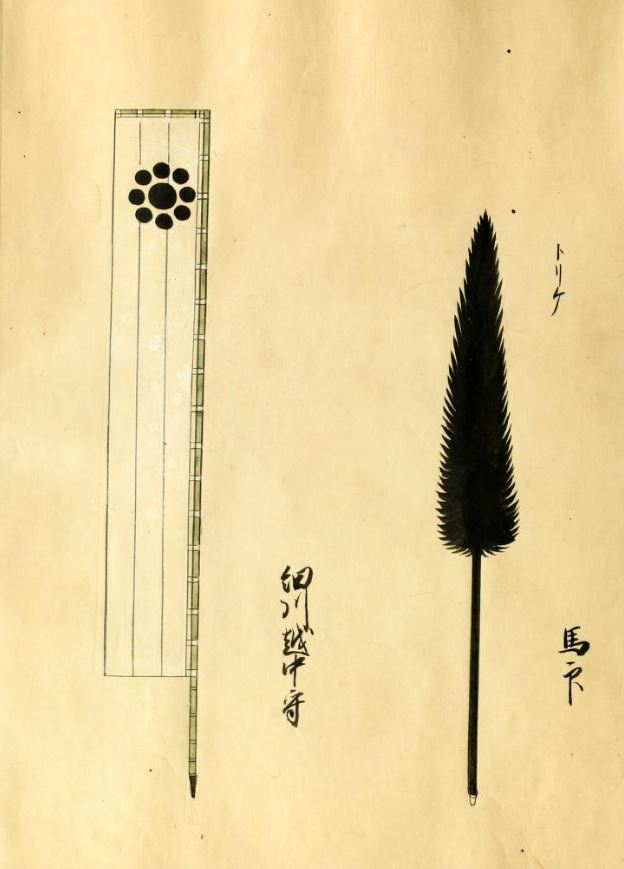
Shimazu Mitsuhisa
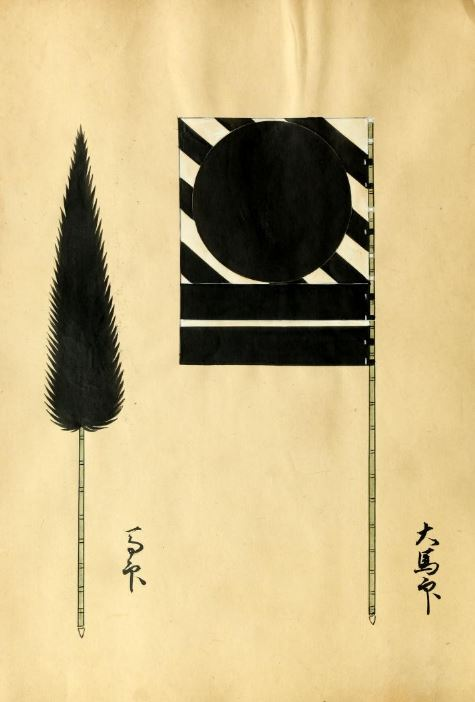
Shimazu Yoshihiro
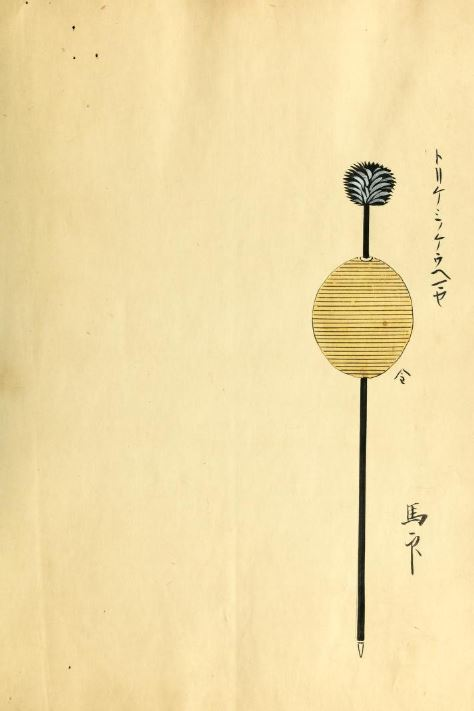
Sō Yoshitoshi
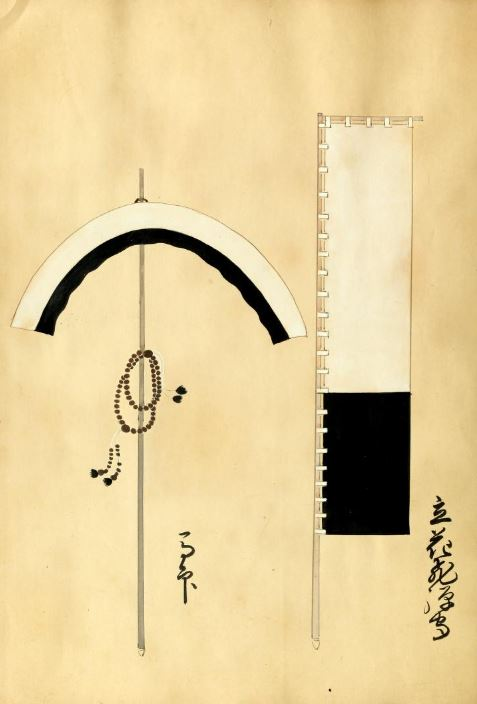
Tachibana Muneshige
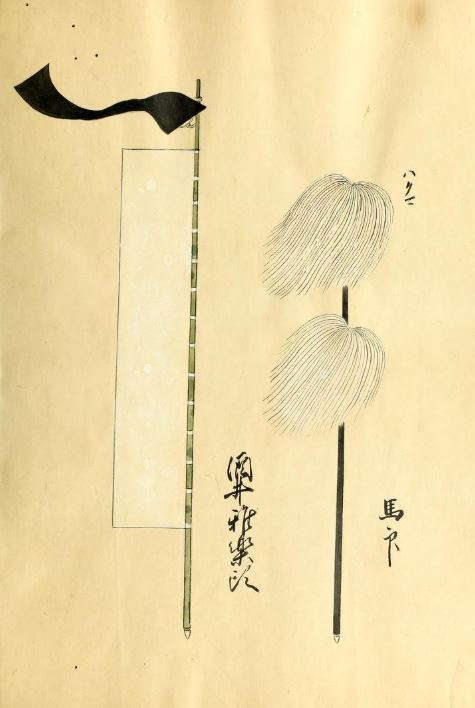
Tachibana Muneshige
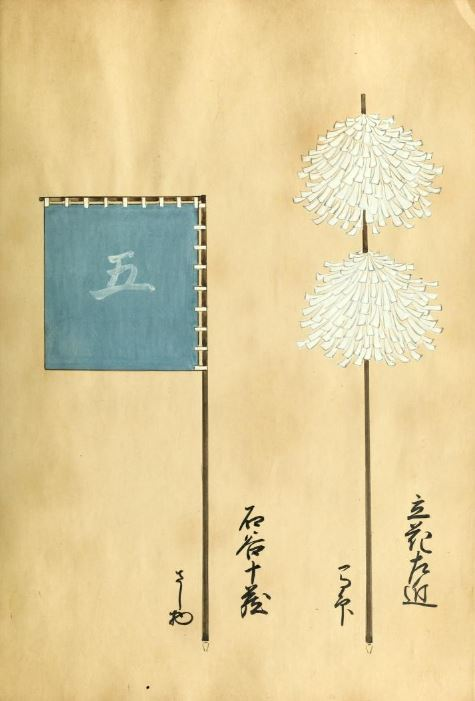
Tachibana Tadashige
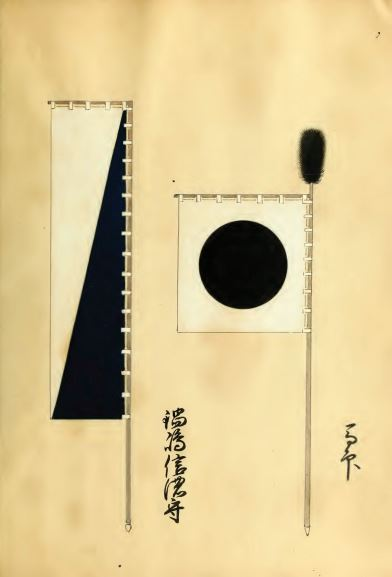
Terazawa Katataka
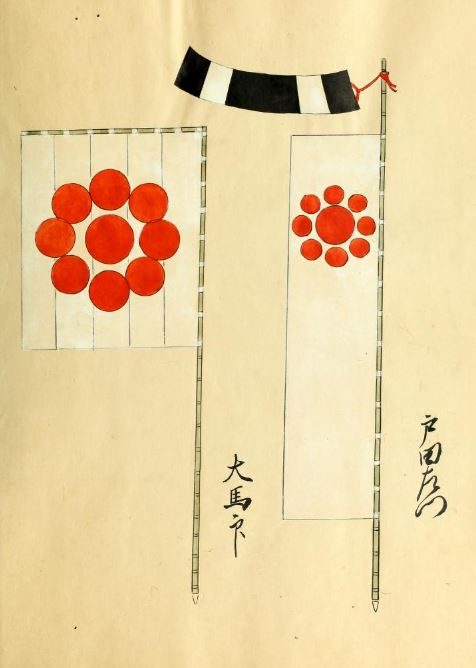
Toda Kazuaki
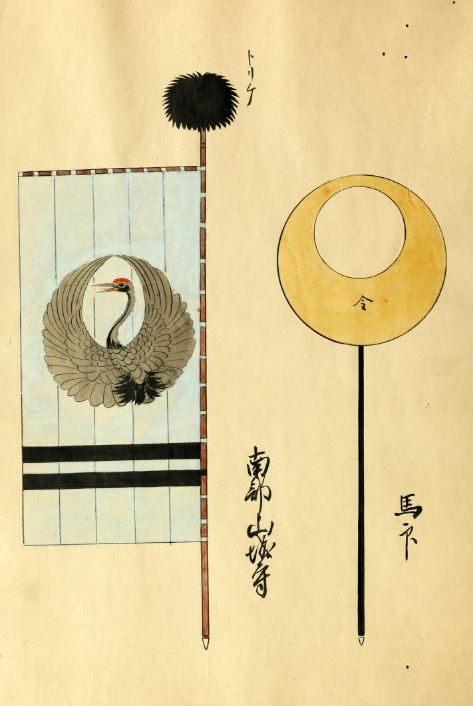
Toda Kazuaki
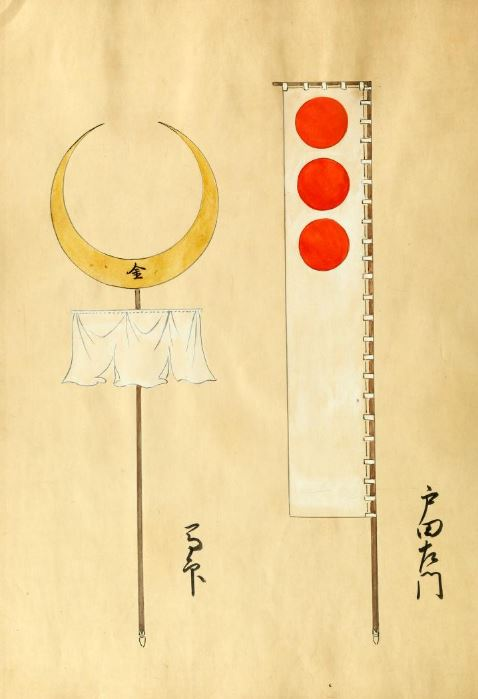
Toda Ujikane
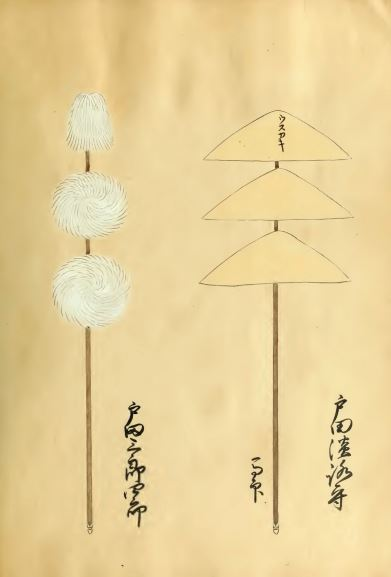
Toda Ujinobu
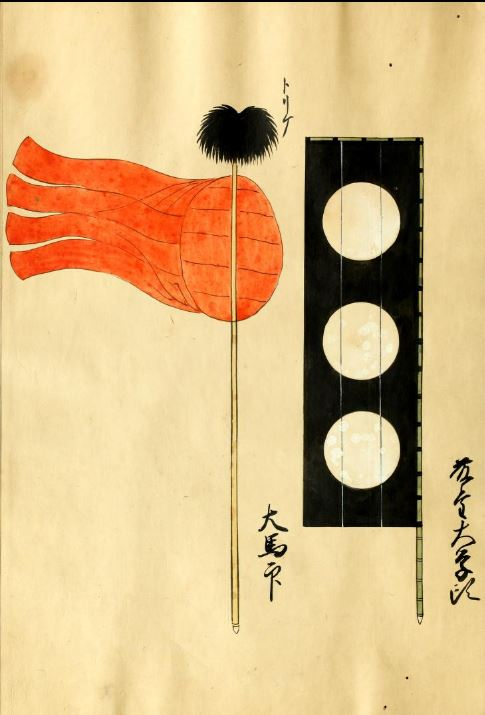
Tōdō Takatora
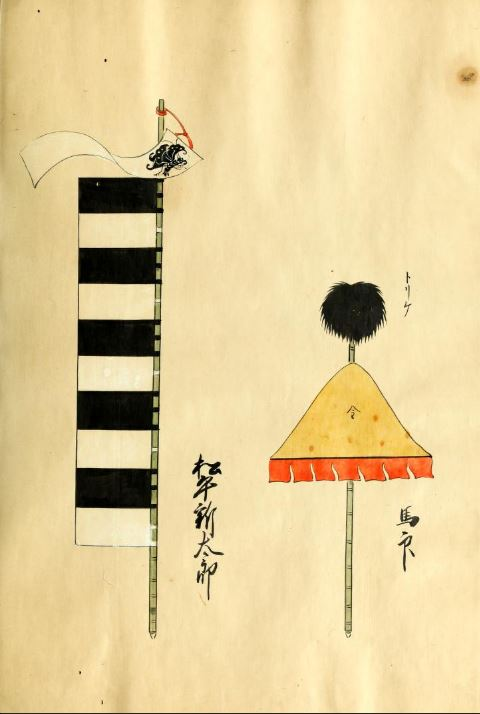
Tōdō Takatora
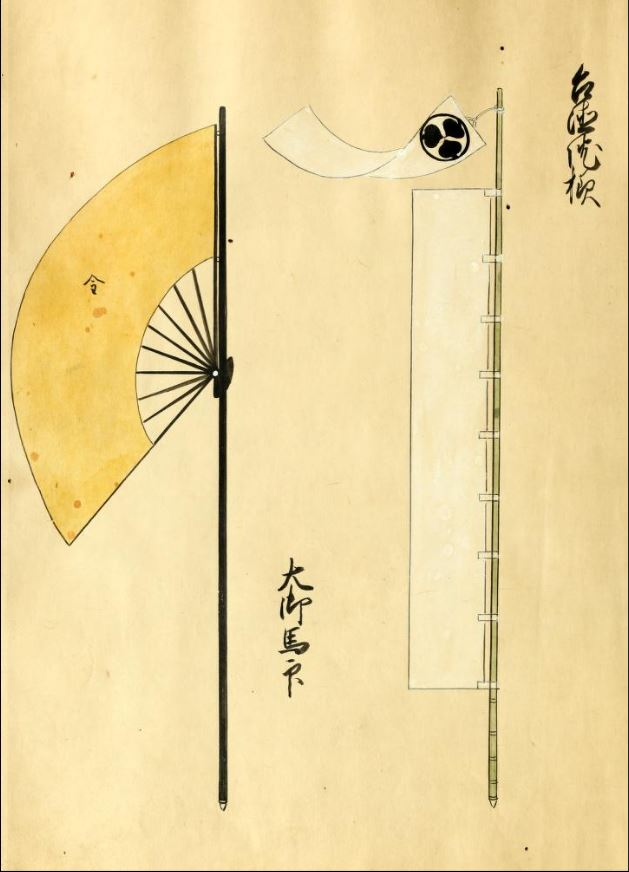
Tokugawa Hidetada
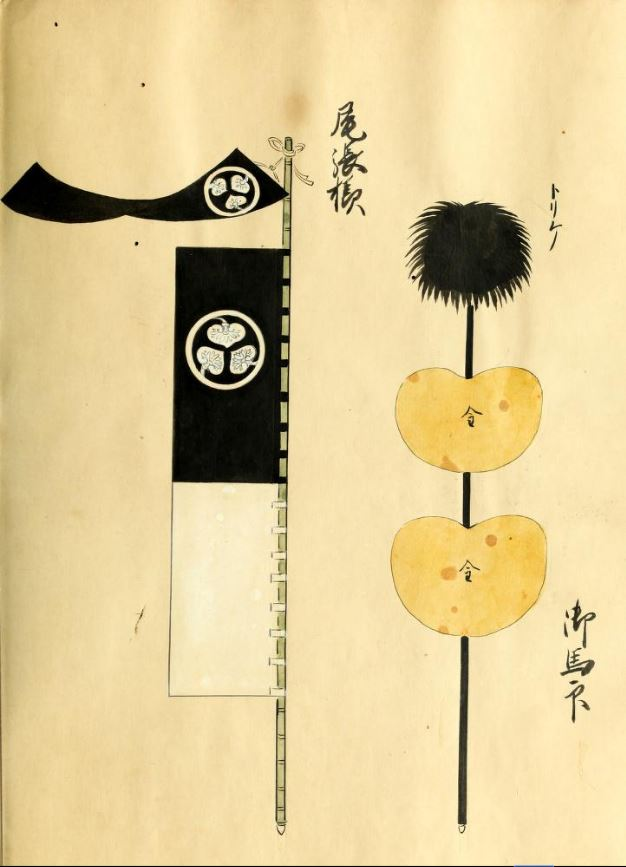
Tokugawa Hidetada
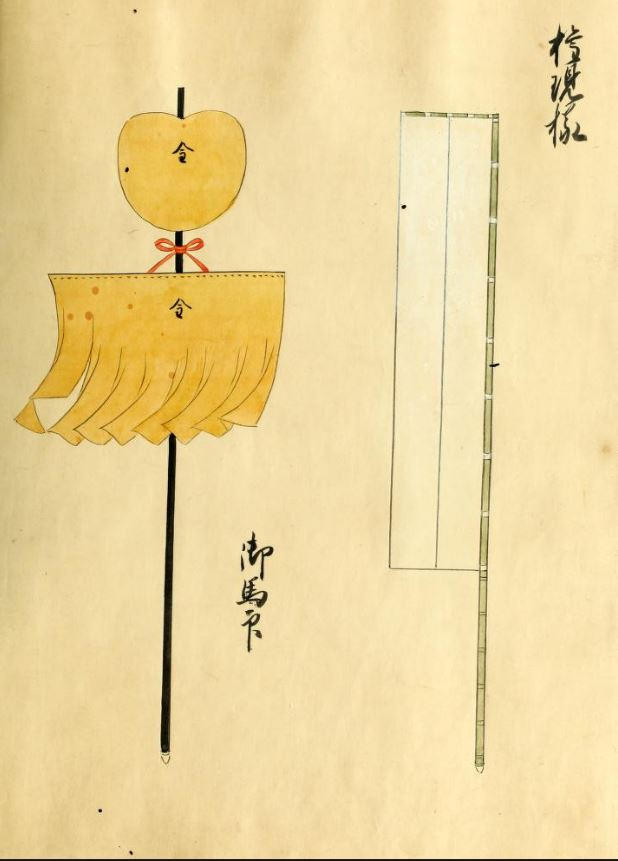
Tokugawa Ieyasu
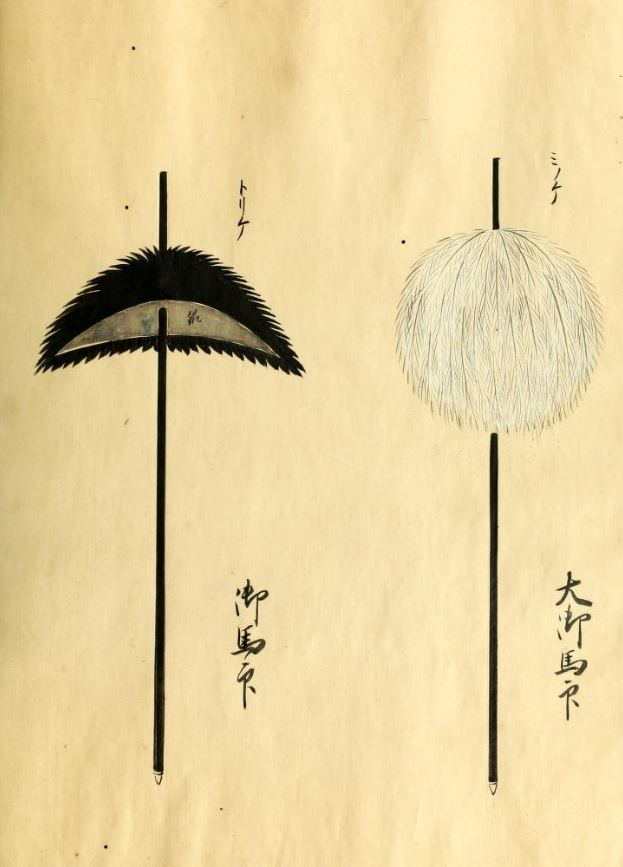
Tokugawa Yorifusa
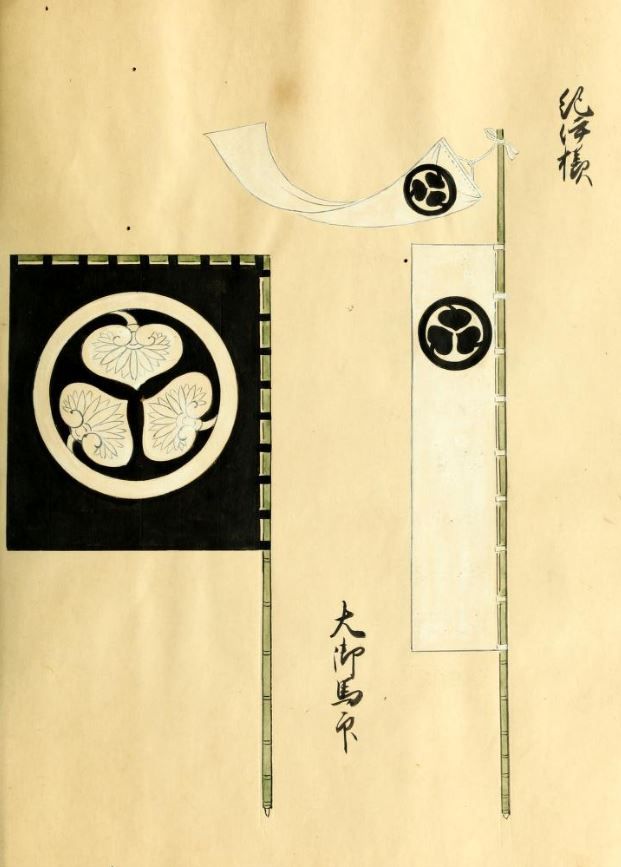
Tokugawa Yorinobu
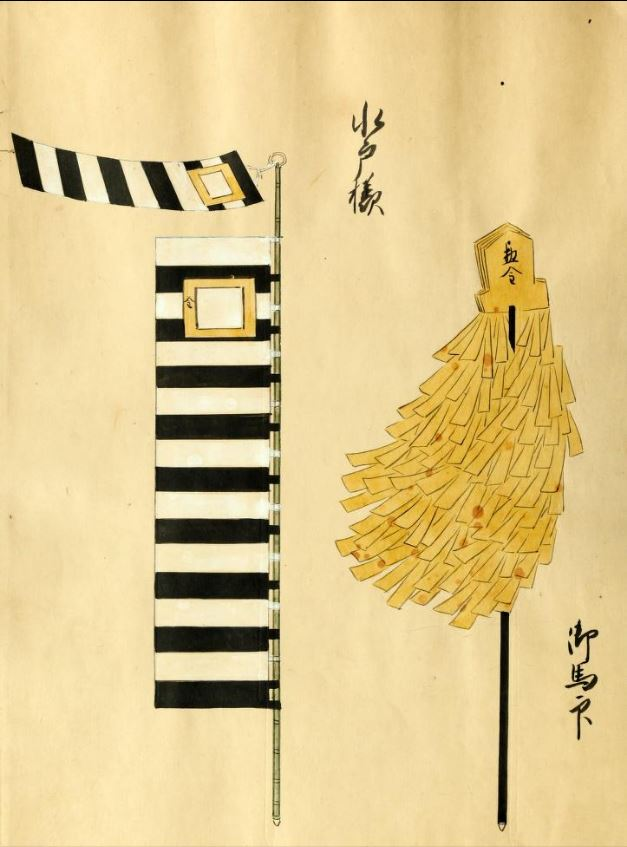
Tokugawa Yorinobu
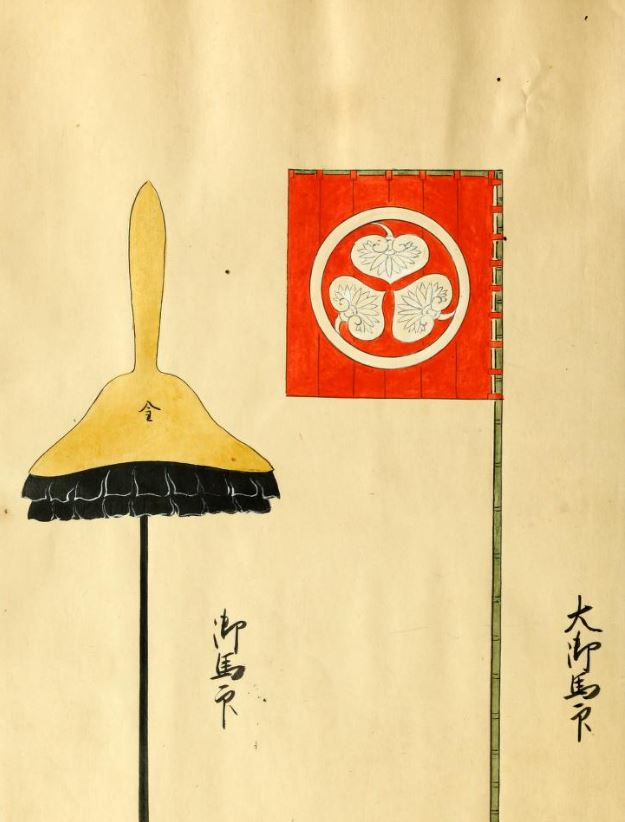
Tokugawa Yoshinao
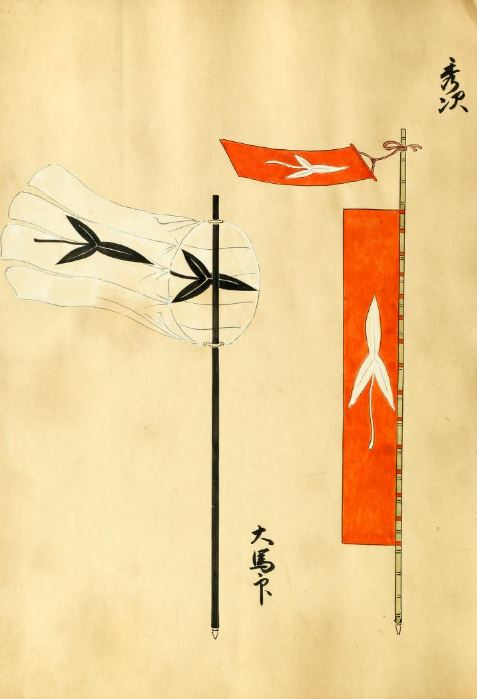
Toyotomi Hidetsugu
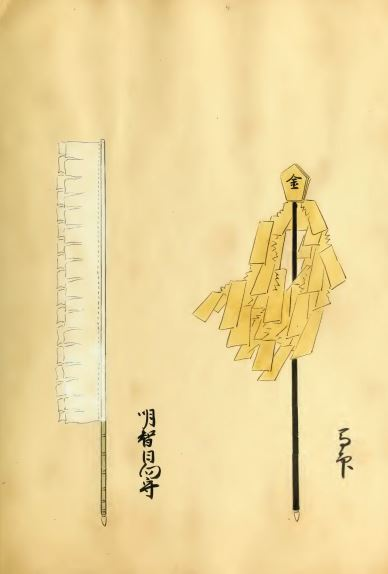
Toyotomi Hidetsugu
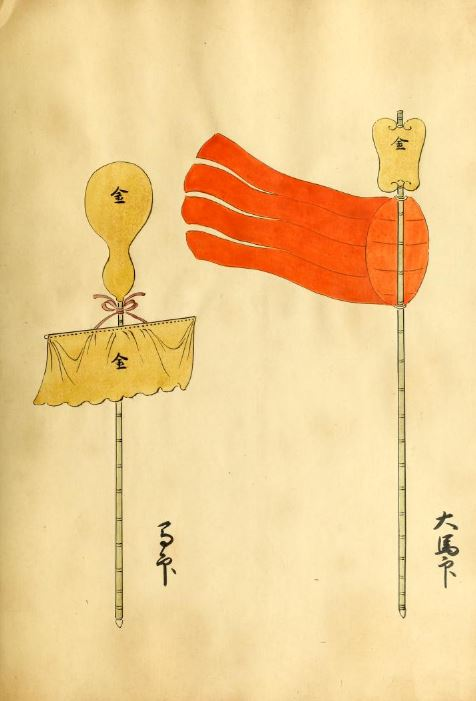
Toyotomi Hideyoshi
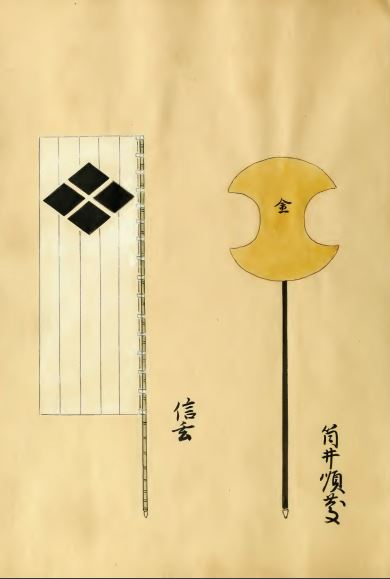
Tsutsui Junkei
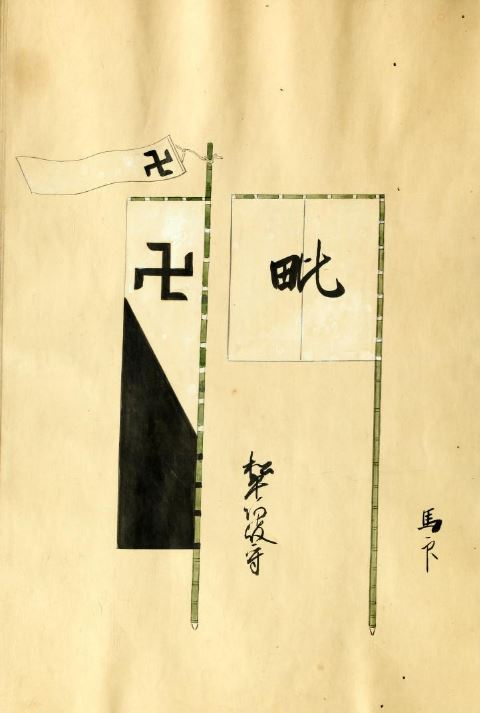
Uesugi Kagekatsu
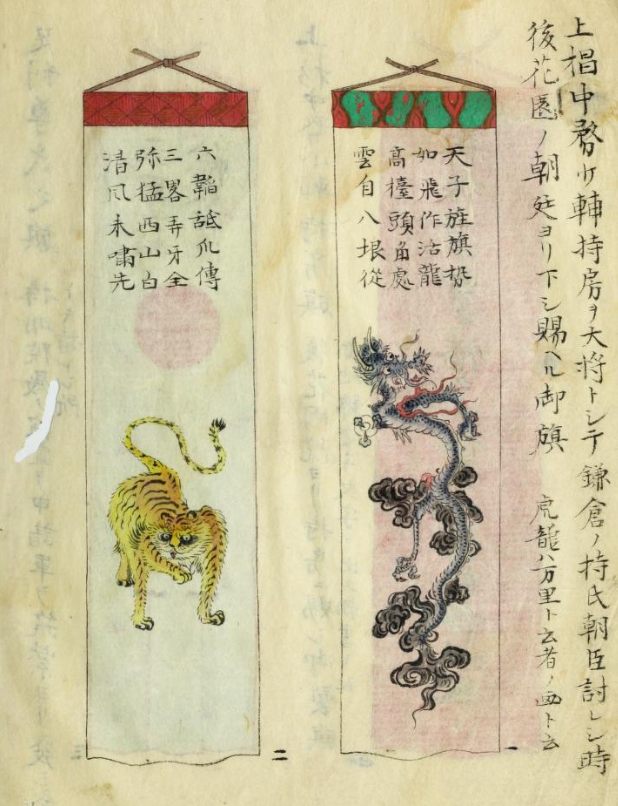
Uesugi Mochifusa
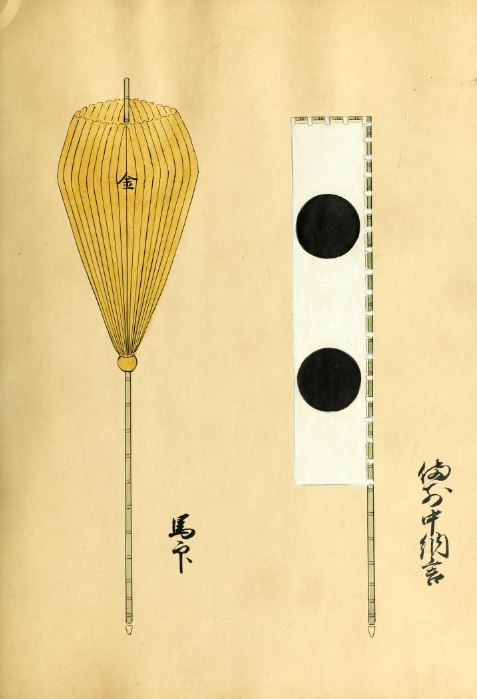
Ukita Hideie
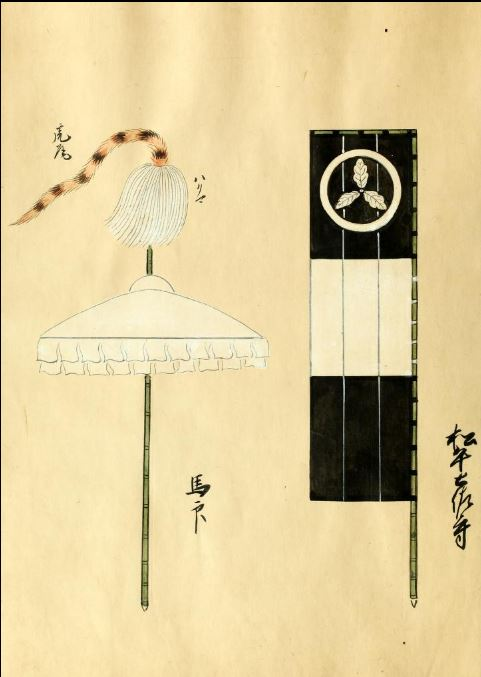
Yamauchi Kazutoyo

## Minorités
| Drapeau | Date                         | Désignation                                                                   | Description |
| ------- | ---------------------------- | ----------------------------------------------------------------------------- | --- |
|         | Depuis 1994[réf. nécessaire] | Drapeau de la Mindan                                                          | Drapeau de la Mindan, une organisation pro- Sud des Coréens Zainichi . La fleur rose entourant le taegeuk est un hibiscus syriacus, la fleur nationale de la Corée du Sud. Le nom officiel de la société ( Zainihon Daikanminkoku Mindan ) est écrit en kanji en blanc, et l'abréviation ( Mindan ) est écrite en hangul en jaune. Le champ bleu du drapeau représente le ciel et la mer clairs. |
|         | 1923–1945[réf. nécessaire]   | Drapeau de l'Association nationale des niveleurs / Ligue de libération Buraku | Drapeau de la Association nationale des niveleurs , un groupe de défense des droits des burakumin, et de la Ligue de libération Buraku, le groupe qui succède à la NLA. Nommé le drapeau Couronne d'épines (荊冠旗, Keikanki) , le noir représente une société sombre avec des discriminations. Le rouge représente le sang.                                                                     |
|         | Depuis 1945[réf. nécessaire] | Drapeau de la Ligue de libération Buraku                                      | Le drapeau actuel de la Ligue de libération Buraku, avec une étoile blanche représentant l'espoir. |
|         | Depuis 1973[réf. nécessaire] | Drapeau des Aïnous                                                            | . |

## Drapeaux culturels
| Drapeau | Date        | Utiliser                         | Description |
| ------- | ----------- | -------------------------------- | --- |
|         | Depuis 1919 | Drapeau de sécurité              | Nommée la Croix Verte (緑十字, Midori-jūji) . Conçu par Toshifumi Gamō comme symbole de la campagne gouvernementale « semaine de la sécurité ». La croix représente la philanthropie au sens occidental et le lieu où les bonnes actions se rassemblent au sens oriental. La norme JIS Z9103-1986 désigne le symbole comme signe d'indication de sécurité. |
|         | Depuis 1953 | Drapeau de la santé industrielle | Annoncé par le Bureau des normes du travail du ministère du Travail du Japon (l'actuel ministère de la Santé, du Travail et de la Protection sociale ), sur souscription publique. |
| </img>  | Depuis 1965 | Drapeau de sécurité et de santé  | Conçu par l'Association japonaise de sécurité et de santé industrielles. Ces trois drapeaux sont fréquemment déployés dans les usines ou sur les chantiers de construction. |
|         | Depuis 1887 | Drapeau de la Poste              | Le symbole postal, 〒, sur un fond blanc. |

## Drapeaux préfectoraux
Chaque préfecture moderne possède un drapeau unique, le plus souvent un dessin géométrique bicolore très stylisé ( mon ), incorporant souvent les lettres du système d'écriture japonais et ressemblant aux logos d'entreprise. Une caractéristique distinctive de ces drapeaux est qu'ils utilisent une palette de couleurs que l'on ne trouve généralement pas dans les drapeaux, notamment l'orange, le violet, l'aigue-marine et le brun.
Certaines préfectures ont également des drapeaux officiels alternatifs appelés "drapeaux symboles" (シンボル旗)  . Ils peuvent être utilisés lors d’occasions moins formelles. Parmi ces drapeaux symboliques célèbres, on trouve celui utilisé à Tokyo.
| Drapeau | Prefecture | Geocode |
| ------- | ---------- | ------- |
|         | Aichi      | JP-23   |
|         | Akita      | JP-05   |
|         | Aomori     | JP-02   |
|         | Chiba      | JP-12   |
|         | Ehime      | JP-38   |
|         | Fukui      | JP-18   |
|         | Fukuoka    | JP-40   |
|         | Fukushima  | JP-07   |
|         | Gifu       | JP-21   |
|         | Gunma      | JP-10   |
|         | Hiroshima  | JP-34   |
|         | Hokkaido   | JP-01   |
|         | Hyōgo      | JP-28   |
|         | Ibaraki    | JP-08   |
|         | Ishikawa   | JP-17   |
|         | Iwate      | JP-03   |
|         | Kagawa     | JP-37   |
|         | Kagoshima  | JP-46   |
|         | Kanagawa   | JP-14   |
|         | Karafuto   | N/A     |
|         | Kōchi      | JP-39   |
|         | Kumamoto   | JP-43   |
|         | Kyoto      | JP-26   |
|         | Mie        | JP-24   |
|         | Miyagi     | JP-04   |
|         | Miyazaki   | JP-45   |
|         | Nagano     | JP-20   |
|         | Nagasaki   | JP-42   |
|         | Nara       | JP-29   |
|         | Niigata    | JP-15   |
|         | Ōita       | JP-44   |
|         | Okayama    | JP-33   |
|         | Okinawa    | JP-47   |
|         | Ōsaka      | JP-27   |
|         | Saga       | JP-41   |
|         | Saitama    | JP-11   |
|         | Shiga      | JP-25   |
|         | Shimane    | JP-32   |
|         | Shizuoka   | JP-22   |
|         | Tochigi    | JP-09   |
|         | Tokushima  | JP-36   |
|         | Tokyo      | JP-13   |
|         | Tokyo      | JP-13   |
|         | Tottori    | JP-31   |
|         | Toyama     | JP-16   |
|         | Wakayama   | JP-30   |
|         | Yamagata   | JP-06   |
|         | Yamaguchi  | JP-35   |
|         | Yamanashi  | JP-19   |

## Drapeaux municipaux
La plupart des municipalités ont des drapeaux uniques. Comme les drapeaux préfectoraux, la plupart d'entre eux présentent un symbole géométrique bicolore très stylisé, incorporant souvent des caractères japonais.

## Drapeaux politiques
| Drapeau | Date                    | Parti                                                           | Description |
| Actuel  | Actuel                  | Actuel                                                          | Actuel |
| ------- | ----------------------- | --------------------------------------------------------------- | --- |
|         | Depuis 2017             | Tomin First no Kai                                              | |
|         | Depuis 1995             | Ishin Seito Shimpuen                                            | |
|         | Depuis 1982             | Parti national-socialiste des travailleurs japonais             | |
|         | Depuis 1972             | Parti communiste japonais                                       | |
|         | Depuis 1970             | Kariyushi Cluben(Mouvement pour l'indépendance des îles Ryūkyū) | |
|         | Depuis 1955             | Parti libéral-démocrate                                         | |
|         | 1923–1942 ; Depuis 1946 | Rikken Yoseikai ja                                              | |
| Ancien  |                         |                                                                 | |
|         | 2005–2013               | Nouveau Parti du Peuple                                         | |
|         | 1960–1994               | Parti socialiste démocratique                                   | |
|         | 1945–1996               | Parti socialiste japonais                                       | |
|         | 1936–1944               | Tōhōkai                                                         | |
| Autre   |                         |                                                                 | |
|         | Années 1920-1945        | Faction de la voie impériale                                    | Les quatre caractères qui portent l'inscription « Révérez l'Empereur, détruisez les traîtres » (尊皇討奸) sont placés dans les coins d'un drapeau japonais standard. |